# Исландия
Исла́ндия (исл. Ísland, МФА: [ˈistlant]о файле — «страна льдов» или «ледяная страна») — островное государство, расположенное на западе Северной Европы в северной части Атлантического океана (к северо-западу от Великобритании). На севере и северо-востоке омывается Северным Ледовитым океаном. Территория государства состоит из одноимённого острова площадью 103 тыс. км² и небольших островков около него. Самая редконаселённая страна в Европе.
Столица и крупнейший город Исландии — Рейкьявик, в котором (вместе с прилегающими районами) проживает более 65 % населения страны. Исландия — единственная часть Срединно-Атлантического хребта, возвышающаяся над уровнем моря, а её центральное вулканическое плато регулярно извергается. Внутренняя часть страны представляет собой плато с песчаными и лавовыми полями, горами и ледниками, а многие ледниковые потоки текут к морю через низменности. Исландия согревается Гольфстримом и обладает умеренным климатом, несмотря на высокую широту за Полярным кругом. Благодаря высокой широте и расположению среди океана лето здесь прохладное, а на большинстве островов царит полярный климат.
Согласно «Книге о заселении Исландии», заселение Исландии началось в 874 году нашей эры, когда норвежский вождь Ингольф Арнарсон стал первым постоянным поселенцем на острове. В последующие века норвежцы и в меньшей степени другие скандинавы эмигрировали в Исландию, привозя с собой трэллов (рабов) гэльского происхождения.
Остров управлялся как независимое сообщество под руководством местного парламента — альтинга, одного из старейших в мире действующих законодательных собраний. После периода гражданских волнений в XIII веке Исландия перешла под власть Норвегии. Создание Кальмарской унии в 1397 году объединило королевства Норвегии, Дании и Швеции. Исландия последовала за Норвегией в этот союз, оказавшись под властью Дании после выхода Швеции из союза в 1523 году. В 1550 году Датское королевство насильно ввело в Исландии лютеранство.
После Французской революции и Наполеоновских войн борьба Исландии за независимость приобрела определённую форму и достигла своей кульминации в 1918 году с созданием Королевства Исландия, разделившего посредством личной унии действующего монарха Дании. Во время оккупации Дании во время Второй мировой войны Исландия подавляющим большинством голосов проголосовала за то, чтобы стать республикой в 1944 году, тем самым порвав оставшиеся формальные связи с Данией. Исландии приписывают заслугу в сохранении старейшего парламента в мире, несмотря на то, что альтинг был приостановлен с 1799 по 1845 годы.
До XX века Исландия в основном зависела от рыболовства и сельского хозяйства. Благодаря индустриализации рыболовства и помощи в рамках плана Маршалла после Второй мировой войны Исландия стала одной из самых богатых и развитых стран мира. В 1994 году она стала частью Европейской экономической зоны, что ещё больше диверсифицировало экономику страны в такие отрасли, как финансы, биотехнологии и производство.
Исландия отличается рыночной экономикой с относительно низкими налогами по сравнению с другими странами ОЭСР. В стране действует скандинавская модель, обеспечивающая гражданам всеобщее медицинское обслуживание и высшее образование. Страна занимает высокие позиции по индексам демократии и равенства, занимая третье место в мире по уровню благосостояния совершеннолетнего населения. В 2020 году по индексу человеческого развития Организации Объединённых Наций она заняла четвёртое место в мире, а по глобальному индексу миролюбия — первое. Страна почти полностью питается возобновляемыми источниками энергии.
Исландский язык — один из северогерманских — происходит от древненорвежского и тесно связан с фарерским; это самый архаичный среди скандинавских языков.
Большинство исландцев являются потомками норвежских и гэльских поселенцев.
Культурное наследие страны представлено традиционной исландской кухней, исландской литературой и средневековыми сагами.
В Исландии самое маленькое население среди всех стран — членов НАТО, а также Исландия — единственная страна, состоящая в НАТО и не имеющая армии, она обладает лишь береговой охраной.

## Этимология
Как гласят исландские саги, остров был открыт викингами в 60-х годах IX века и одним из первооткрывателей, Флоки, был назван Ísland «ледяная страна» (от ís «лёд», land «страна») за обилие льдов, покрывающих остров; в то же время другой викинг, высадившийся на противоположном берегу, назвал его Snjøland — «снежная страна».
Согласно другой гипотезе, остров был изначально назван Гардарсхоульмюр («остров Гардара») — по имени шведского викинга Гардара Сваварсона, которого считают первым скандинавом, жившим в Исландии. Тем не менее за островом закрепилось название Ísland, хорошо подходящее из-за его природных условий.

## География
Площадь Исландии составляет 103 125 км²; она является крупнейшим из европейских государств, полностью расположенных в Западном полушарии. Расположена на стыке с Северной Америкой.

### Погодные условия

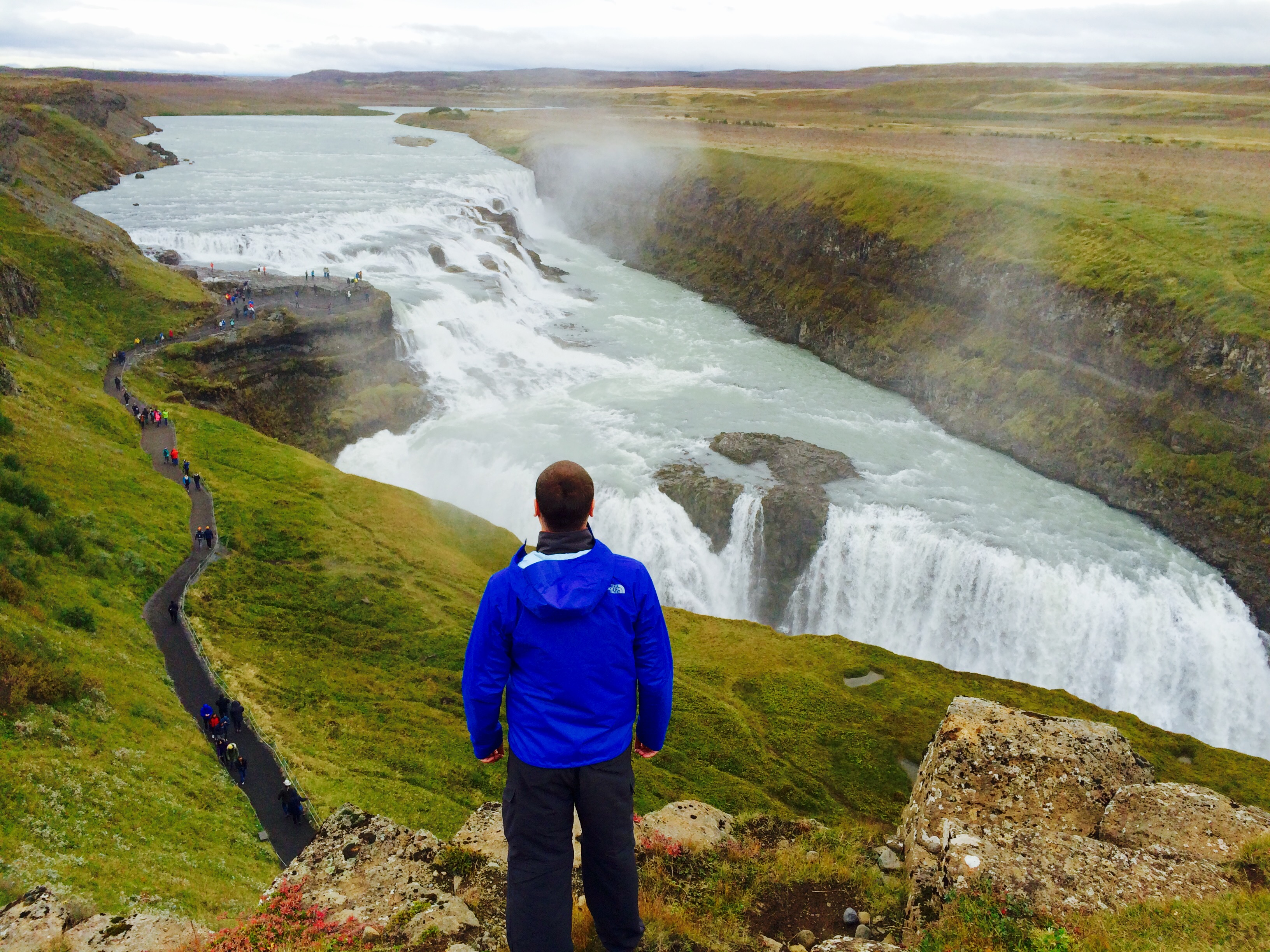
Гюдльфосс

Вопреки названию и наличию ледников, Исландия — отнюдь не арктическая страна. Климат Исландии — морской, умеренно прохладный, с сильными ветрами, влажный и переменчивый.
На погоду в Исландии влияют циклоны, проходящие в восточном направлении через Атлантический океан, два морских течения (тёплое Северо-Атлантическое — продолжение Гольфстрима — и холодное Восточно-Гренландское) и арктический дрейфующий лёд. В результате погода в этой стране может резко (иногда в течение суток) измениться, а прибрежные воды свободны ото льда в течение всего года. Исключение составляют ситуации, связанные с выносом полярных льдов на севере и востоке, который скапливается на побережьях. В связи со значительными изменениями климата с начала 1920-х годов вынос полярных льдов к берегам Исландии произошёл только однажды, в 1965 году.
Июль и август — самые тёплые месяцы в Исландии (температура в Рейкьявике в июле — до +20 °C). Средняя годовая температура на юго-западном побережье в Рейкьявике составляет +5 °C, средняя температура января — −1 °C, июля — +11 °C. Соответствующие показатели на северном побережье (в Акюрейри) — +3 °C, −2 °C и +11 °C. Среднегодовая температура не опускается ниже +4 °C. Среднее годовое количество осадков составляет 1300—2000 мм на южном побережье, 500—750 мм на северном и свыше 3800 мм на открытых к югу склонах Ватнайёкюдля и Мирдальсйёкюдля.

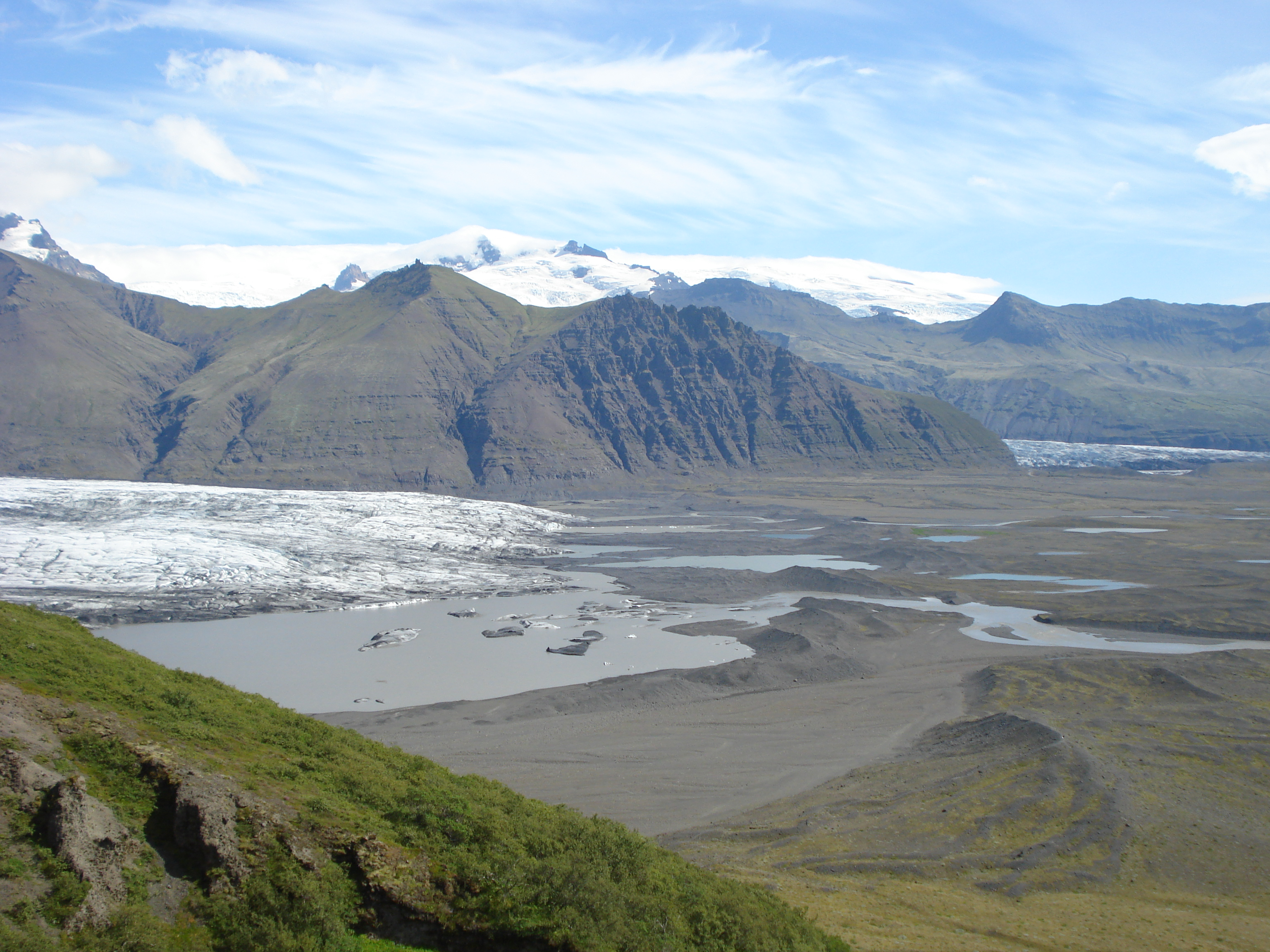
Исландский ледник

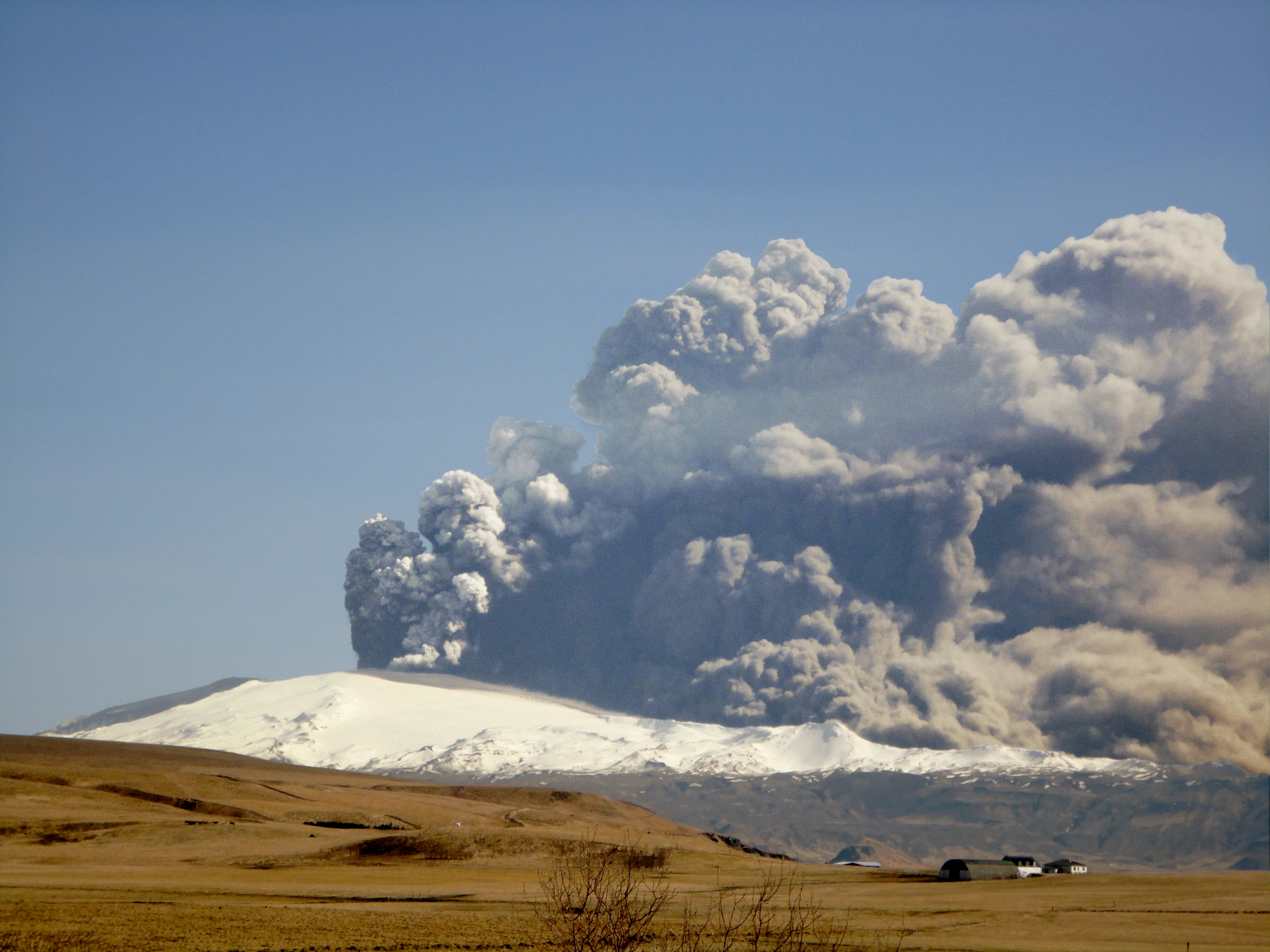
Извержение Эйяфьядлайёкюдль, 17 апреля 2010 года

Тёмное время длится с середины ноября до конца января. В это время высота солнца в момент высшей кульминации не превышает нескольких градусов (полярной ночи в Исландии нет). В течение всего лета в стране можно наблюдать «белые ночи», 21 июня Солнце восходит в 02:54 и заходит в 00:02 следующего дня. Декабрь, в отличие от июня, — самый тёмный месяц в Исландии; световой день длится не более 5 часов.

### Флора и фауна

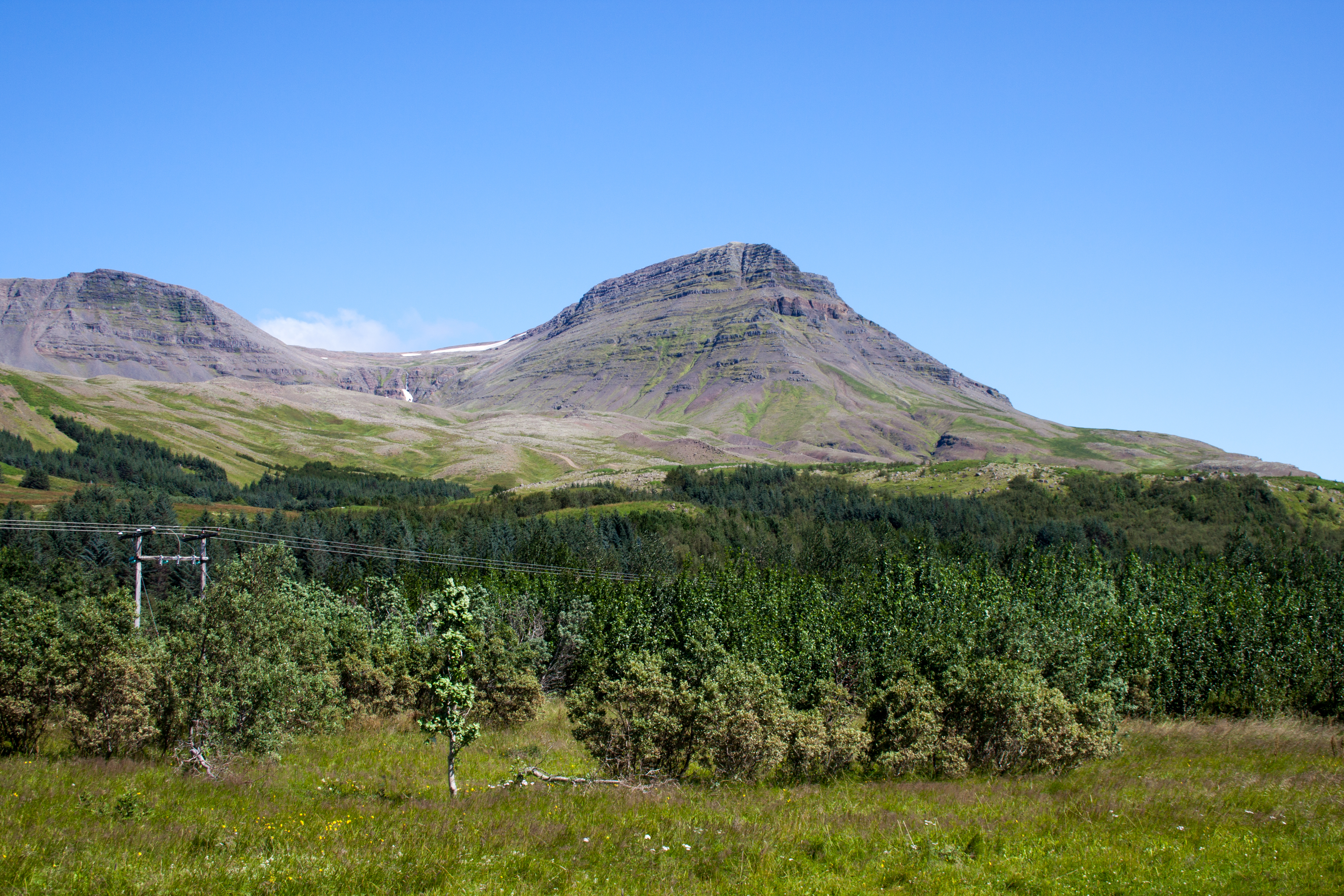
Естественный лес в Исландии

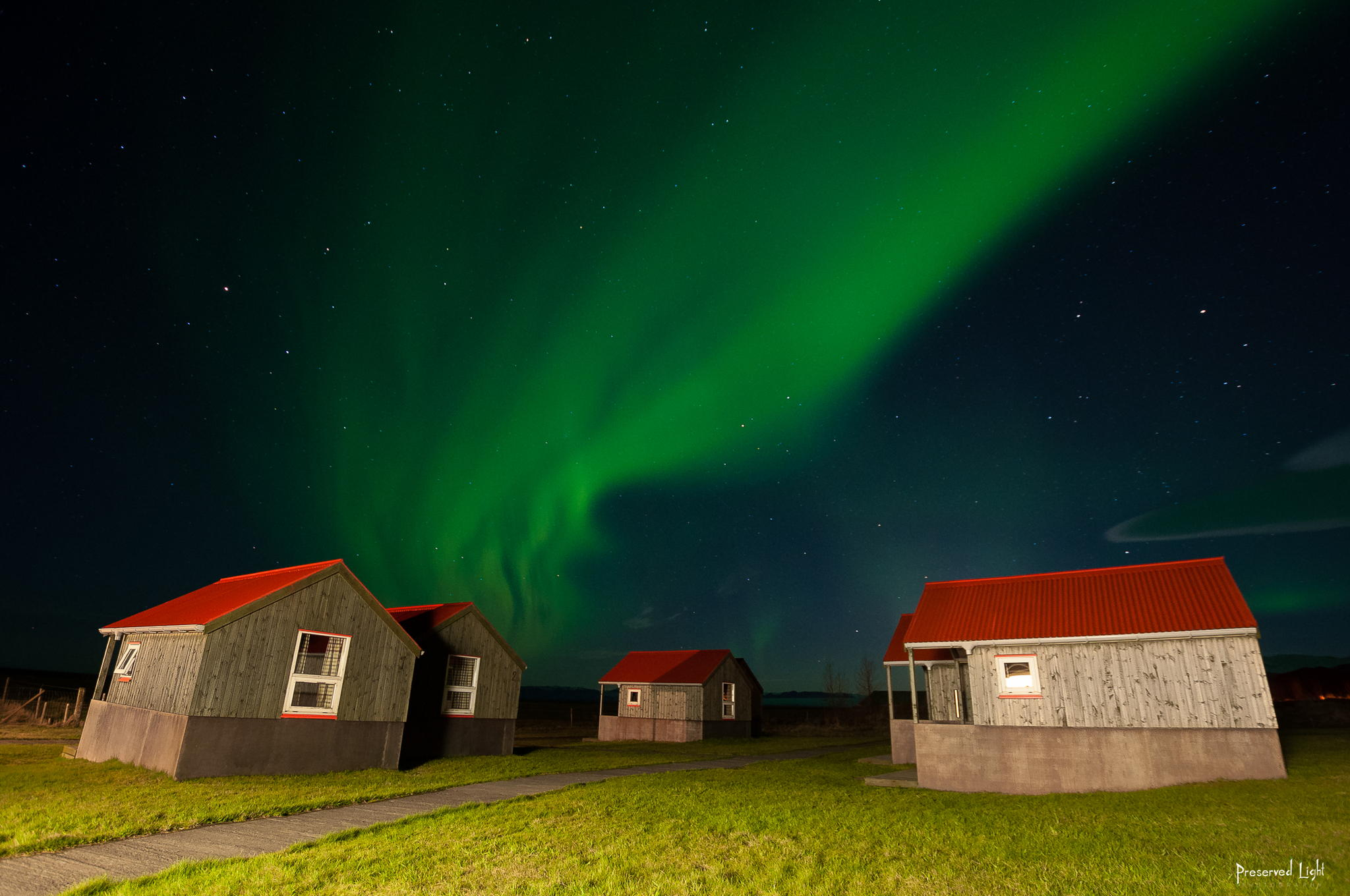
Северное сияние в Исландии

В IX веке, до заселения человеком, Исландия была покрыта в основном берёзовыми лесами. Упоминания о лесном богатстве острова сохранились в византийских хрониках. Постепенно, однако, почти все леса в стране были вырублены, что привело к сильнейшей эрозии. Опустыниванию также способствовали овцеводство, начавшееся вскоре после заселения, и похолодание. В настоящее время лишь четверть площади острова покрыта растительностью, а наиболее распространён похожий на тундру или вообще лишённый растений ландшафт.
Программы по восстановлению лесов существуют в Исландии с начала XX века. Ещё до Второй мировой войны на востоке, в южной и западной частях страны начались лесопосадки хвойных пород. Поставлена цель — покрыть лесом пять процентов пустынных площадей к 2040 году. Некоторые лесопосадки — подарок от иностранных спонсоров проекта. Несмотря на всё, лес растёт очень медленно, а продвижение лесопосадочных программ сильно зависит от финансирования. Большу́ю проблему и сейчас представляет овцеводство — традиционно свободно пасущиеся овцы поедают почти все саженцы — поэтому новые леса вынуждены огораживать.

Флора Исландии включает в себя свыше 500 видов высших (сосудистых) растений (из них 53 вида — травы), около 600 видов мхов, 755 видов лишайников, более 2100 видов грибов и почти 1600 видов водорослей. Исландия расположена в северной части Атлантического океана, и обитающие на нём сосудистые растения типичны для Северной Европы. Большинство растений — типичные для Арктики низкорослые виды. Обычные растения — армерия, карликовая ива, камнеломка, колосняк, полевица, вереск, водяника, тундровая берёза и рябина — растут естественным образом. Основные деревья в лесопосадках —  ель ситхинская и её малорослый гибрид с сизой елью, удачно прижилась также сибирская лиственница.

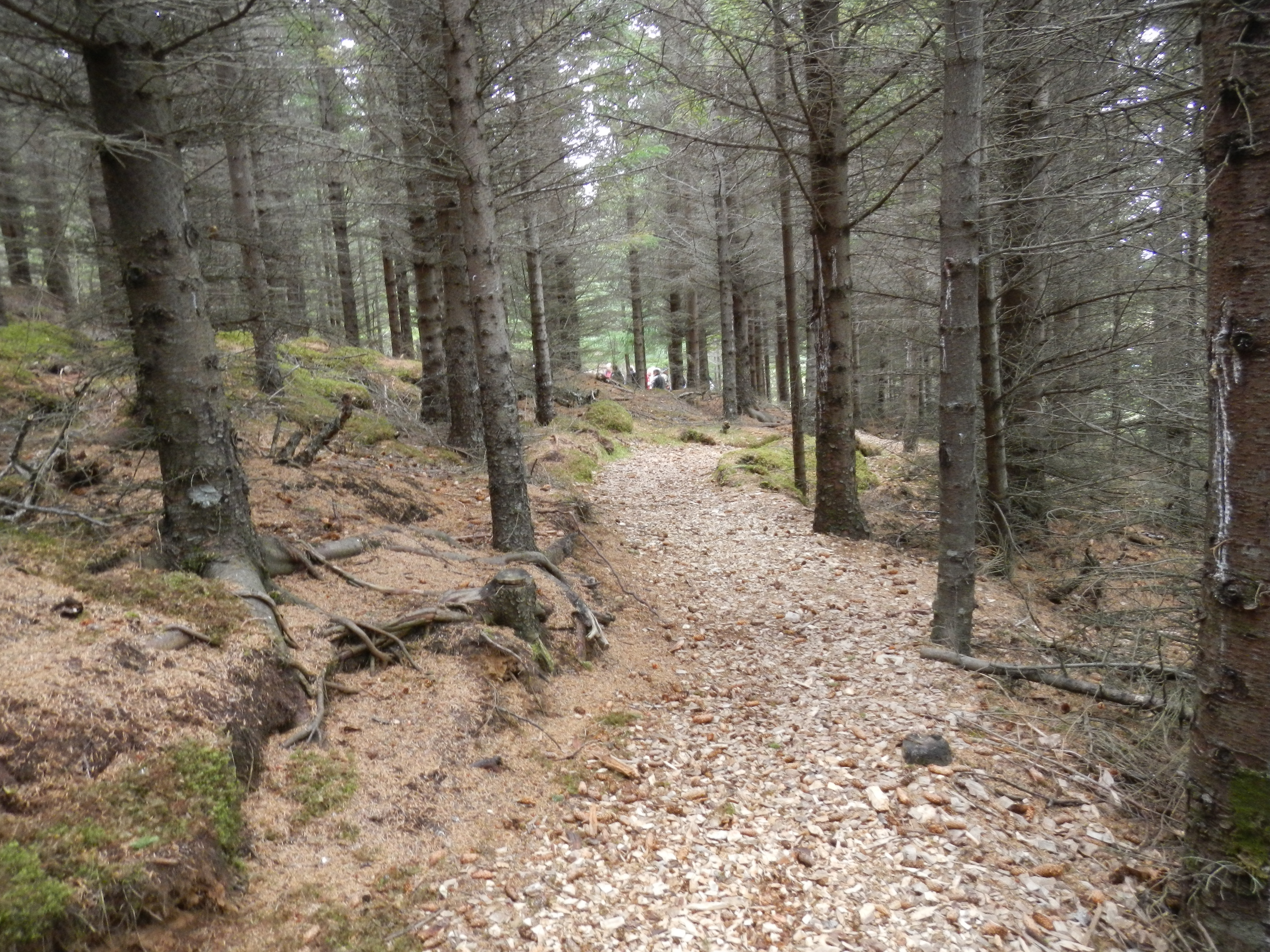
Гибрид сизой и ситхинской ели, посадка 1962—1965 годов

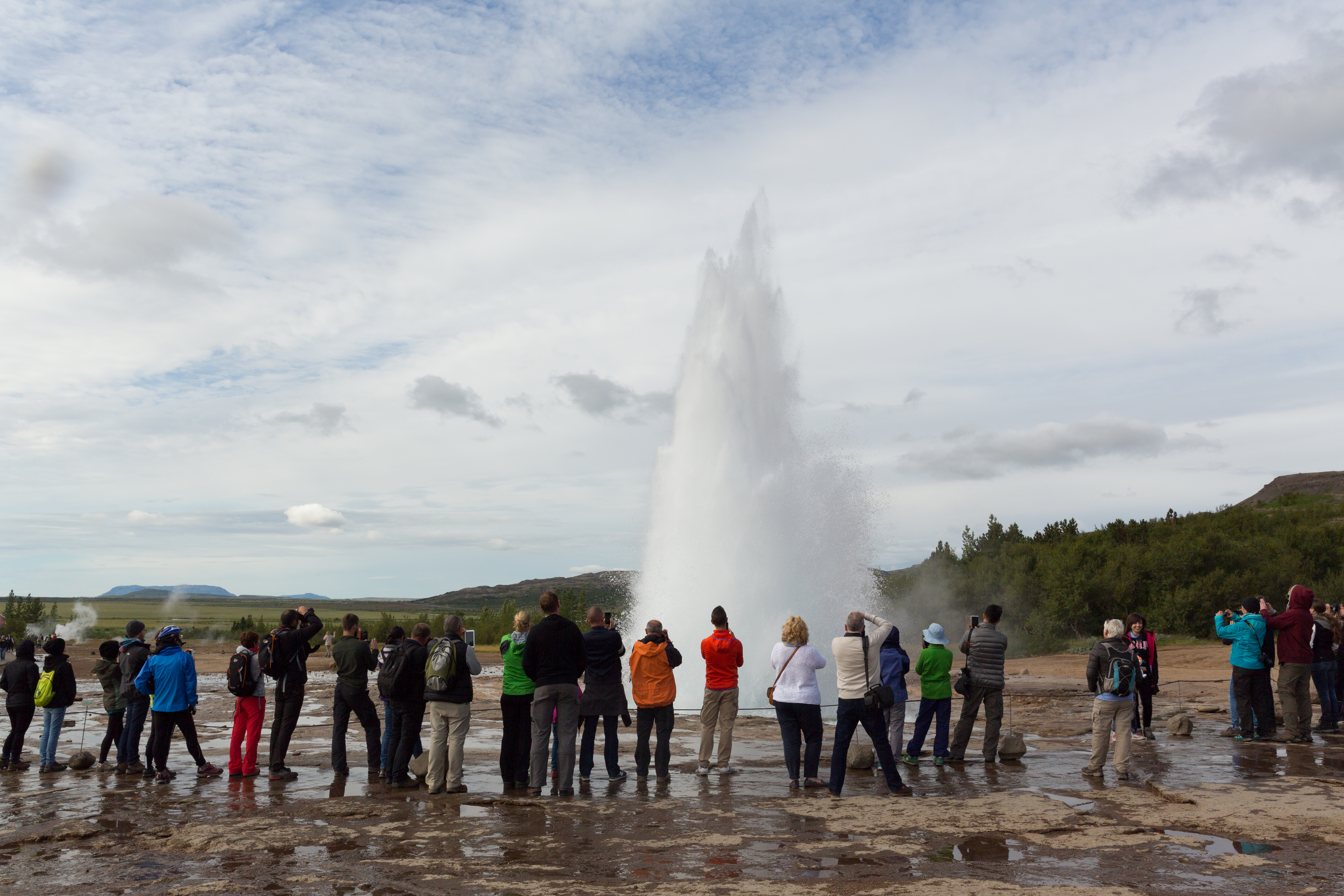
Строккюр

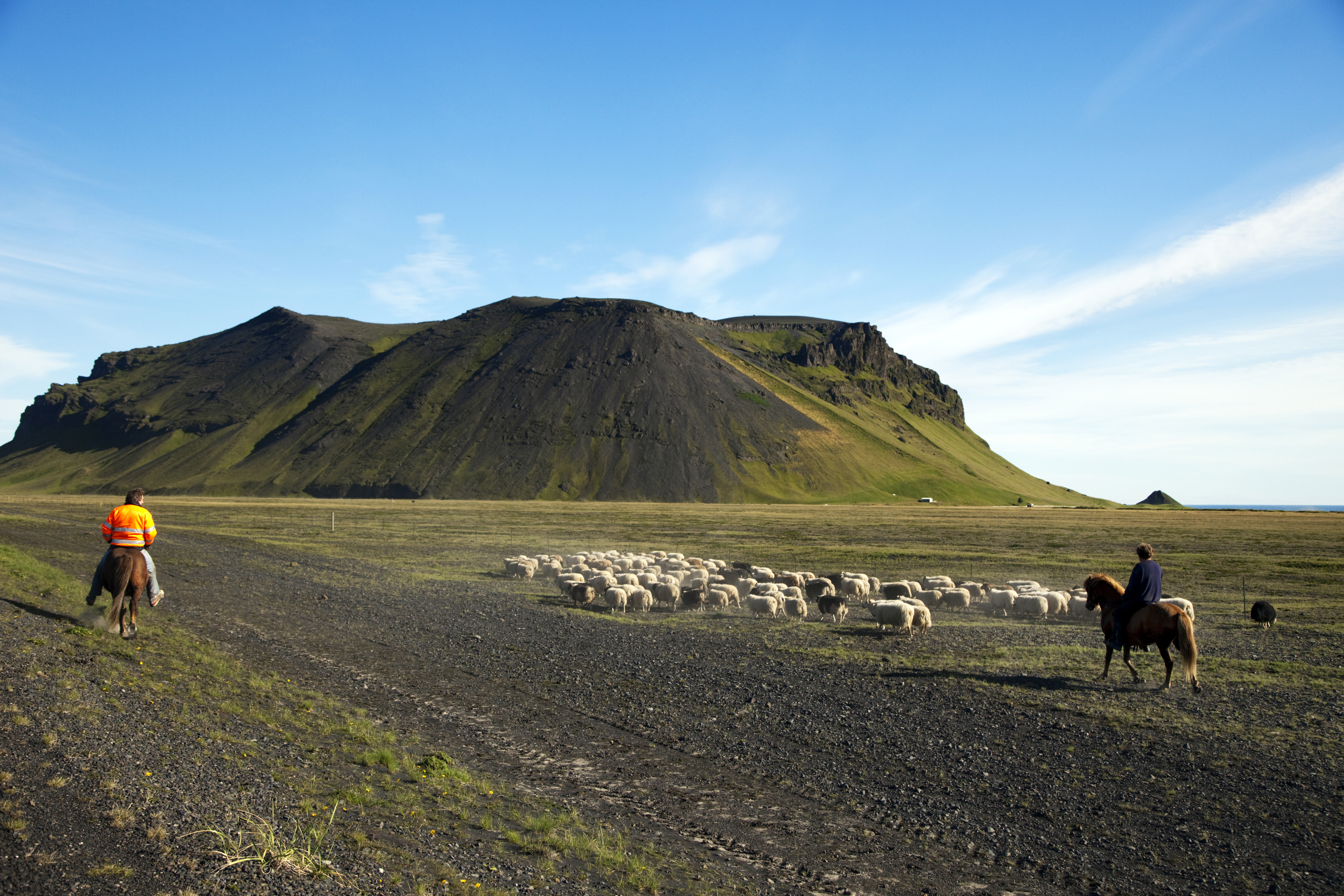
Овцы на свободном выпасе

На острове нет рептилий и земноводных, а также, из-за его изменчивого климата, нет ни одного комара. Единственное дикое млекопитающее — песец. Наиболее распространённая морская птица — атлантический тупик.

### Транспорт
Транспорт в Исландии представлен автобусами, легковыми и грузовыми автомобилями, морскими судами и самолётами. Железные дороги полностью отсутствуют.
В Исландии единственным жизненно важным транспортом является автомобиль, так как в исландских условиях это самый удобный способ передвижения. Некоторые исландцы имеют даже небольшие самолёты для местного пользования. Главной транспортной артерией является Окружная дорога протяжённостью в 1339 км, соединяющая почти все населённые пункты острова. Она представляет собой, по сути, классическую кольцевую автомобильную дорогу.

### Города Исландии
Столица страны — Рейкьявик (238 тыс. жителей — с пригородами на 2021 год), резиденция парламента и правительства, финансовый, культурный и деловой центр Исландии.
Другие крупные города: Коупавогюр (33 045 чел.), Хабнарфьордюр (28 085 чел.), Акюрейри (17 770 чел.), Хусавик, Сейдисфьордюр, Акранес.
Важнейшие порты: Рейкьявик, Акюрейри, Грюндарфьордюр, Хабнарфьордюр.
| № | Город               | Население |
| - | ------------------- | --------- |
| 1 | Рейкьявик           | ↗134 010  |
| 2 | Коупавогюр          | ↗35 966   |
| 3 | Хабнарфьордюр       | ↗29 409   |
| 4 | Акюрейри            | ↗18 542   |
| 5 | Кеблавик и Ньярдвик | ↗17 555   |
| 6 | Гардабайр           | ↗12 912   |
| 7 | Мосфедльсбайр       | ↗10 225   |
| 8 | Сельфосс            | ↗7564     |
| 9 | Акранес             | ↗7249     |

## История

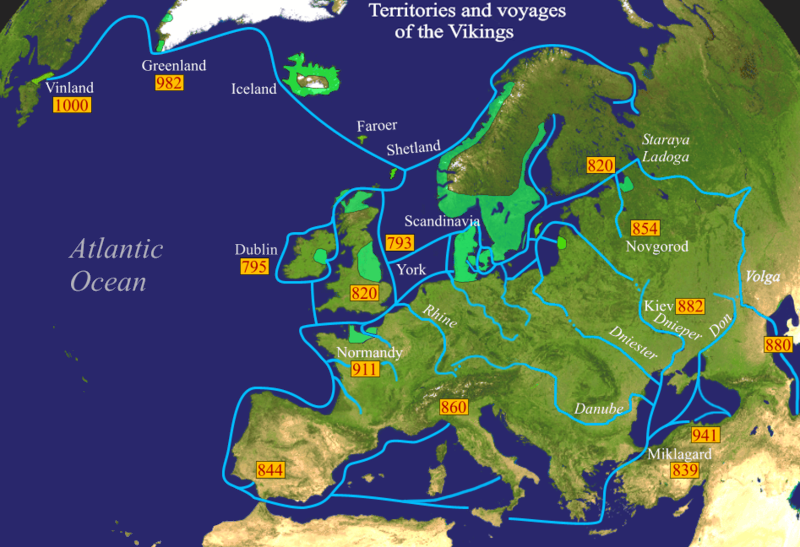
Схема походов викингов

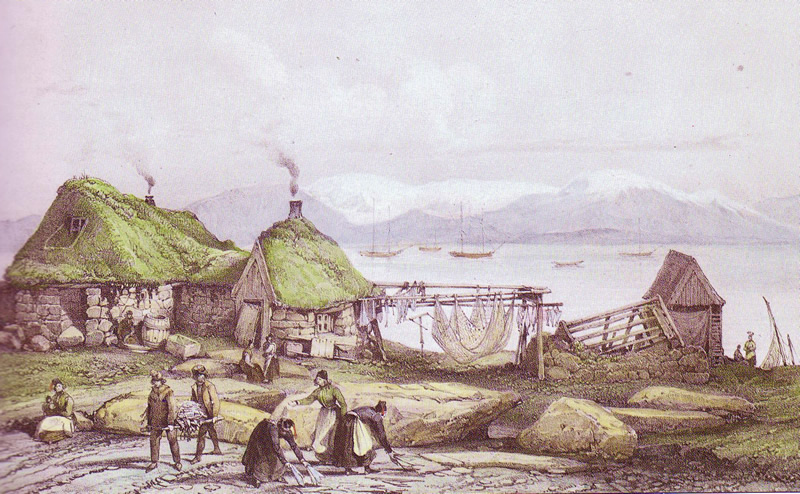
Исландские дерновые дома, 1836 год

### Заселение и эпоха народовластия (874—1262)
Согласно «Книге о заселении Исландии» и «Книге об исландцах», до прибытия скандинавских поселенцев в Исландии жили монахи, известные как папары. Вероятно, они были членами гиберно-шотландской миссии. Недавние археологические раскопки обнаружили руины хижины в Хабнире на полуострове Рейкьянес. Радиоуглеродное датирование показывает, что она была заброшена между 770 и 880 годами. В 2016 году археологи обнаружили в Стёдварфьордюре длинный дом, датированный 800 годом.
Шведский викинг и путешественник Гардар Сваварсон первым обогнул Исландию в 870 году и установил, что это остров. Он остался там на зиму и построил дом в Хусавике. Следующим летом Гардар уехал, но один из его людей, Наттфари, решил остаться с двумя рабами. Наттфари поселился в месте, сегодня известном под названием Наттфаравик; и он, и его рабы стали первыми постоянными жителями Исландии, о которых имеются документальные свидетельства.
Норвежский вождь Ингольф Арнарсон построил свою усадьбу на территории современного Рейкьявика в 874 году. За Ингольфом последовало множество других переселенцев — в основном скандинавов и их рабов — многие из которых были ирландцами или шотландцами. К 930 году большая часть пахотных земель на острове была занята; для регулирования исландского народовластия был учреждён альтинг — законодательное и судебное собрание. Нехватка пашен на острове также послужила толчком к заселению Гренландии, начавшемуся в 986 году. Период появления этих ранних поселений совпал со средневековым климатическим оптимумом, когда температура совпадала с температурой начала XX века. В это время около 25 % территории Исландии было покрыто естественным лесом, по сравнению с 1 % в настоящее время. Христианство было принято единогласно примерно в 999—1000 годах, хотя норвежское язычество сохранялось среди части населения ещё несколько лет спустя этого.

### Средние века
Исландское народовластие просуществовало до XIII века, когда политическая система, разработанная первопоселенцами, оказалась неспособной справиться с растущей властью исландских вождей. Внутренняя борьба и гражданские беспорядки эпохи Стурлунгов привели к подписанию Старого договора в 1262 году, положившему конец народовластию и приведшему Исландию под власть норвежской короны. Владение Исландией перешло от Норвежского королевства (872—1397) к Кальмарской унии в 1415 году, когда были объединены королевства Норвегии, Дании и Швеции. После распада унии в 1523 году она осталась норвежской зависимой территорией, как часть Датско-норвежской унии.
Неплодородная почва, извержения вулканов, вырубка лесов и неблагоприятный климат сделали суровой жизнь в обществе, где существование почти полностью зависело от занятия сельским хозяйством. «Чёрная смерть» пронеслась по Исландии дважды: сначала в 1402—1404 годах, а затем — в 1494—1495 годах. В первом случае погибло от 50 % до 60 % тогдашнего населения, а во втором — от 30 % до 50 %.

### Реформация и ранний современный период
Примерно в середине XVI века, в рамках протестантской Реформации, король Дании Кристиан III начал навязывать лютеранство всем своим подданным. Йоун Арасон, последний католический епископ Хоулара, был обезглавлен в 1550 году вместе с двумя своими сыновьями. Впоследствии страна официально стала лютеранской и с тех пор бо́льшая часть населения исповедует его.
В XVII и XVIII веках Дания ввела жёсткие торговые ограничения в отношении Исландии. Стихийные бедствия, включая извержение вулканов и эпидемии, способствовали уменьшению численности населения. Летом 1627 года берберские пираты совершили несколько рейдов на страну (исл. Tyrkjaránið — «турецкие похищения»), в ходе чего сотни жителей были увезены в рабство в Северную Африку, а десятки убиты; это было единственное в истории Исландии вторжение с жертвами. Эпидемия оспы в 1707—1708 годах, по оценкам, унесла от четверти до трети населения всего острова. В 1783 году произошло извержение вулкана Лаки, имевшее разрушительные последствия. В годы после извержения, известные как «Туманные трудности» (исл. Móðuharðindin), погибло более половины всего домашнего скота в стране, а от голода погибло около четверти тогдашнего населения.

### Движение за независимость (1814—1918)

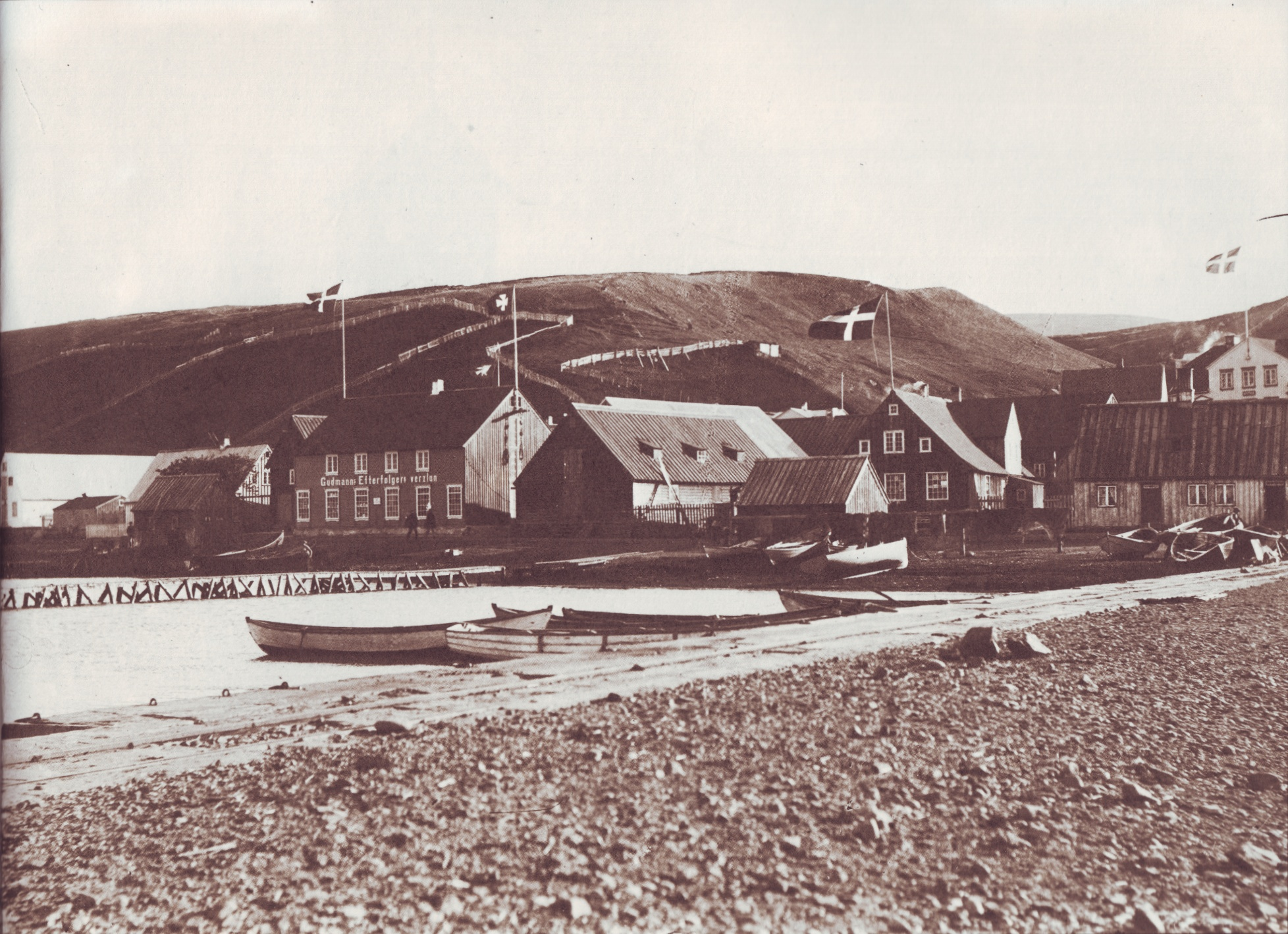
Акюрейри в XIX веке

В 1814 году, после Наполеоновских войн, Датско-норвежская уния была разделена на два отдельных королевства по Кильскому договору, но Исландия осталась датской зависимой территорией. На протяжении XIX века климат в стране продолжал становиться всё холоднее, что привело к массовой эмиграции в Новый Свет, особенно в район Гимли в канадской провинции Манитоба, получивший название Новая Исландия. Из 70 000 населения острова тогда эмигрировало около 15 000 человек.
Национальное самосознание возникло в первой половине XIX века, вдохновлённое романтическими и националистическими идеями материковой Европы. В 1850-х годах, под руководством Йоуна Сигурдссона, возникло движение за независимость Исландии, вдохновлённое журналом «Fjölnir» и другими исландскими интеллектуалами, получившими датское образование. В 1874 году Дания предоставила Исландии конституцию и ограниченное самоуправление. Это право было расширено в 1904 году, а Ханнес Хафстейн стал первым министром Исландии в датском кабинете министров.

### Независимость и Королевство Исландии (1918—1944)

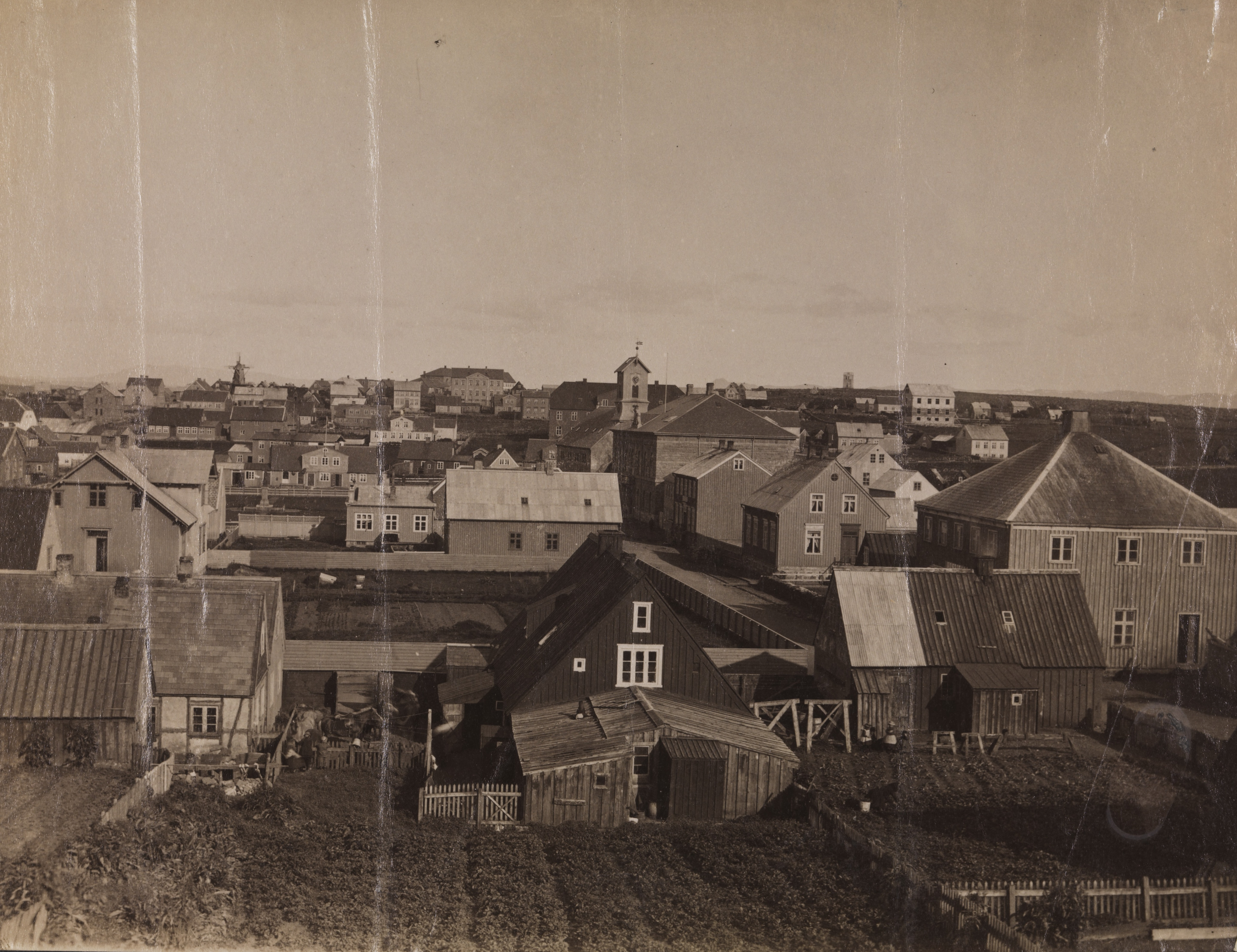
Рейкьявик в конце XIX века

Датско-исландский акт об унии, подписанный 1 декабря 1918 года и действительный в течение 25 лет, признал Исландию полностью суверенным и независимым государством в личной унии с Данией. Правительство Исландии учредило посольство в Копенгагене и обратилось к Дании с просьбой решать от его имени некоторые вопросы обороны и иностранных дел при условии консультаций с альтингом. В посольствах Дании по всему миру появились два герба и два флага: герб Королевства Дании и флаг Королевства Исландии. Правовое положение Исландии стало сравнимо с положением стран, входящих в Содружество наций — таких как Канада, сувереном которой являлся британский король.
Во время Второй мировой войны Исландия вместе с Данией заявила о своём нейтралитете. После немецкой оккупации Дании 9 апреля 1940 года альтинг заменил короля регентом и объявил, что исландское правительство возьмёт под контроль свою оборону и внешние дела. Через месяц британские вооружённые силы провели операцию «Форк», вторгнувшись и оккупировав территорию страны, нарушив исландский нейтралитет. В 1941 году правительство Исландии, дружественно настроенное к Великобритании, предложило тогда ещё нейтральным Соединённым Штатам взять на себя её оборону, чтобы Великобритания могла использовать свои войска в других странах.

### Исландская республика (1944 — наше время)
31 декабря 1943 года истёк срок действия датско-исландского акта об унии, продлившегося 25 лет. Начиная с 20 мая 1944 года, исландцы в течение четырёх дней голосовали на референдуме по вопросу о том, следует ли расторгнуть личную унию с Данией, упразднить монархию и установить республику. За прекращение унии проголосовало 97 %, а за новую республиканскую конституцию — 95 %. Исландия официально стала республикой 17 июня 1944 года, а первым президентом стал Свейдн Бьёрнссон.
В 1946 году Союзные силы обороны США покинули Исландию. Страна официально стала членом НАТО 30 марта 1949 года, на фоне внутренних разногласий и беспорядков. 5 мая 1951 года было подписано соглашение об обороне с Соединёнными Штатами. Американские войска вернулись в Исландию в качестве Оборонительных сил Исландии и оставались там на протяжении всей холодной войны. США вывели свои последние войска 30 сентября 2006 года.
Во время Второй мировой войны Исландия процветала. Сразу после войны последовал значительный экономический рост, вызванный индустриализацией рыбной промышленности и американской программой «План Маршалла», в рамках которой исландцы получили наибольшую помощь на душу населения среди всех европейских стран ($ 209, на втором месте — разрушенные войной Нидерланды($ 109).
1 августа 1980 года Вигдис Финнбогадоуттир заняла пост президента Исландии, став первой в мире женщиной, избранной главой государства.
1970-е годы были ознаменованы в Исландии «Тресковыми войнами» — дипломатическим и военным конфликтом с Великобританией по поводу расширения Исландией пределов исключительной экономической зоны с 4 до 200 морских миль (370 км). В 1986 году Исландия принимала саммит в Рейкьявике между президентом США Рональдом Рейганом и генеральным секретарём ЦК КПСС Михаилом Горбачёвым, во время которого они сделали значительные шаги в направлении ядерного разоружения. Несколько лет спустя Исландия стала первой страной, признавшей независимость Эстонии, Латвии и Литвы, отделившихся от СССР. На протяжении 1990-х годов страна расширяла свою международную роль и разрабатывала внешнюю политику, ориентированную на гуманитарные и миротворческие цели. С этой целью Исландия предоставляла помощь для различных интервенций под руководством НАТО в Боснии, Косово и Ираке.
Исландия присоединилась к Европейской экономической зоне в 1994 году, после чего экономика страны была значительно диверсифицирована и либерализована. Международные экономические отношения ещё более расширились после 2001 года, когда только что дерегулированные банки Исландии начали привлекать большие суммы внешнего долга, что способствовало увеличению валового национального дохода страны на 32 % в период с 2002 по 2007 год.

#### Финансовый кризис
В 2003—2007 годах, после приватизации банковского сектора при правительстве Давида Оддссона, Исландия перешла к экономике, основанной на международных инвестиционных банковских и финансовых услугах. Она быстро превратилась в одну из самых процветающих стран мира, но была сильно затронута крупным финансовым кризисом, приведшим к самой большой миграции из Исландии с 1887 года: в 2009 году чистая эмиграция составила около 5 000 человек.

#### Современная Исландия
В 2010 году в стране были легализованы однополые браки.
Экономика Исландии стабилизировалась при правительстве Йоханны Сигурдардоуттир, и в 2012 году её рост составил 1,6 %. На выборах 2013 года либерально-консервативная и евроскептическая Партия независимости вернулась к власти в коалиции с Прогрессивной партией. В последующие годы в Исландии наблюдался всплеск развития туризма, поскольку страна стала популярным местом отдыха. В 2016 году премьер-министр Сигмюндюр Давид Гюннлёйгссон ушёл в отставку после того, как был замешан в скандале с «Панамскими документами». В результате досрочных выборов 2016 года было сформировано правое коалиционное правительство, состоящее из Партии независимости, партии «Возрождение» и партии «Светлое будущее». Правительство распалось, когда «Светлое будущее» вышло из коалиции из-за скандала, связанного с письмом отца тогдашнего премьер-министра Бьярни Бенедиктссона в поддержку осуждённого за педофилию. Внеочередные выборы в октябре 2017 года привели к власти новую коалицию, состоящую из Партии независимости, Прогрессивной партии и Лево-зелёного движения во главе с Катрин Якобсдоуттир.
После парламентских выборов 2021 года новое правительство, как и предыдущее, представляло собой трёхпартийную коалицию Партии независимости, Прогрессивной партии и Лево-зелёного движения во главе с премьер-министром Катрин Якобсдоуттир.

## Административное деление
Территория Исландии делится на сисла (sýslur) и городские округа (kaupstaður), один из которых является столицей, а сисла, свою очередь, делятся на города и коммуны (sveit):
| Административное деление Исландии | Административное деление Исландии | Административное деление Исландии | Административное деление Исландии  |
| --- | --------------------------------- | --------------------------------- | ---------------------------------- |
| Деление Исландии на регионы |                                   |                                   |                                    |
| \| № \| Регион \| Оригинальное название исл. \| Административный центр \| \| - \| ------------------ \| -------------------------- \| ---------------------------------- \| \| 1 \| Хёвюдборгарсвайдид \| Höfuðborgarsvæðið \| Рейкьявик (исл. Reykjavík) \| \| 2 \| Сюдюрнес \| Suðurnes \| Кеблавик (исл. Keflavík) \| \| 3 \| Вестюрланд \| Vesturland \| Боргарнес (исл. Borgarnes) \| \| 4 \| Вестфирдир \| Vestfirðir \| Исафьордюр (исл. Isafjörður) \| \| 5 \| Нордюрланд-Вестра \| Norðurland Vestra \| Сёйдауркроукюр (исл. Sauðárkrókur) \| \| 6 \| Нордюрланд-Эйстра \| Norðurland Eystra \| Акюрейри (исл. Akureyri) \| \| 7 \| Эйстюрланд \| Austurland \| Эйильсстадир (исл. Egilsstaðir) \| \| 8 \| Сюдюрланд \| Suðurland \| Сельфосс (исл. Selfoss) \| |                                   |                                   |                                    |
| № | Регион                            | Оригинальное название исл.        | Административный центр             |
| 1 | Хёвюдборгарсвайдид                | Höfuðborgarsvæðið                 | Рейкьявик (исл. Reykjavík)         |
| 2 | Сюдюрнес                          | Suðurnes                          | Кеблавик (исл. Keflavík)           |
| 3 | Вестюрланд                        | Vesturland                        | Боргарнес (исл. Borgarnes)         |
| 4 | Вестфирдир                        | Vestfirðir                        | Исафьордюр (исл. Isafjörður)       |
| 5 | Нордюрланд-Вестра                 | Norðurland Vestra                 | Сёйдауркроукюр (исл. Sauðárkrókur) |
| 6 | Нордюрланд-Эйстра                 | Norðurland Eystra                 | Акюрейри (исл. Akureyri)           |
| 7 | Эйстюрланд                        | Austurland                        | Эйильсстадир (исл. Egilsstaðir)    |
| 8 | Сюдюрланд                         | Suðurland                         | Сельфосс (исл. Selfoss)            |

Сисла не имеют органов местного самоуправления, центральная власть в сислах представлена сисламаннами (sýslumaður).
Представительный орган столицы — гражданское правление (borgarstjórn), избираемое населением; исполнительный орган столицы — гражданский совет (borgarráð), состоящий из гражданского старосты (borgarstjóri) и гражданских советников, избираемый гражданским советом.
Представительные органы городов — городские правления (bæjarstjórn), избираемые населением; исполнительные органы городов — городские советы (bæjarráð), состоящий из городского старосты (bæjarstjóri) и городских советников, избираемые городскими правлениями.
Представительные органы коммун — коммунальные правления (sveitarstjórn), избираемые населением; исполнительные органы коммун — коммунальные советы (sveitarráð), состоящий из коммунального старосты (sveitarstjóri) и коммунальных советников, избираемые коммунальными правлениями.

## Правовая система
Исландия входит в скандинавскую систему права, относящуюся к романо-германской семье. Гражданско-правовая система основана на датском законодательстве и не попадает полностью под юрисдикцию Международного суда ООН.
Высшая судебная инстанция — Верховный суд (Haestirettur); судьи назначаются пожизненно министром юстиции, суды первой инстанции — восемь уездных судов (Héraðsdómar).
Кроме того, имеются специальные суды по морским, трудовым и религиозным делам.

## Политическая структура

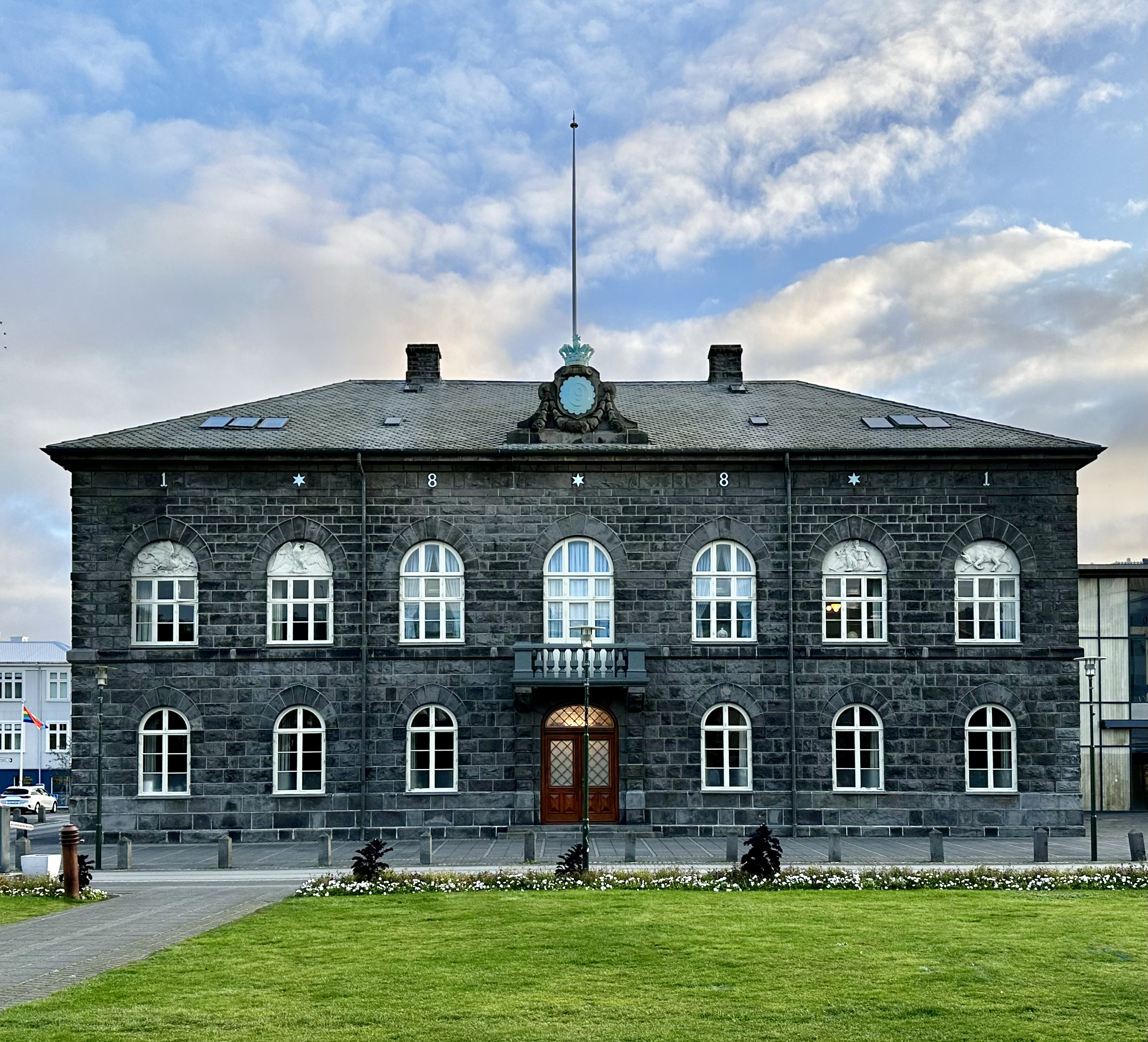
Здание альтинга в Рейкьявике

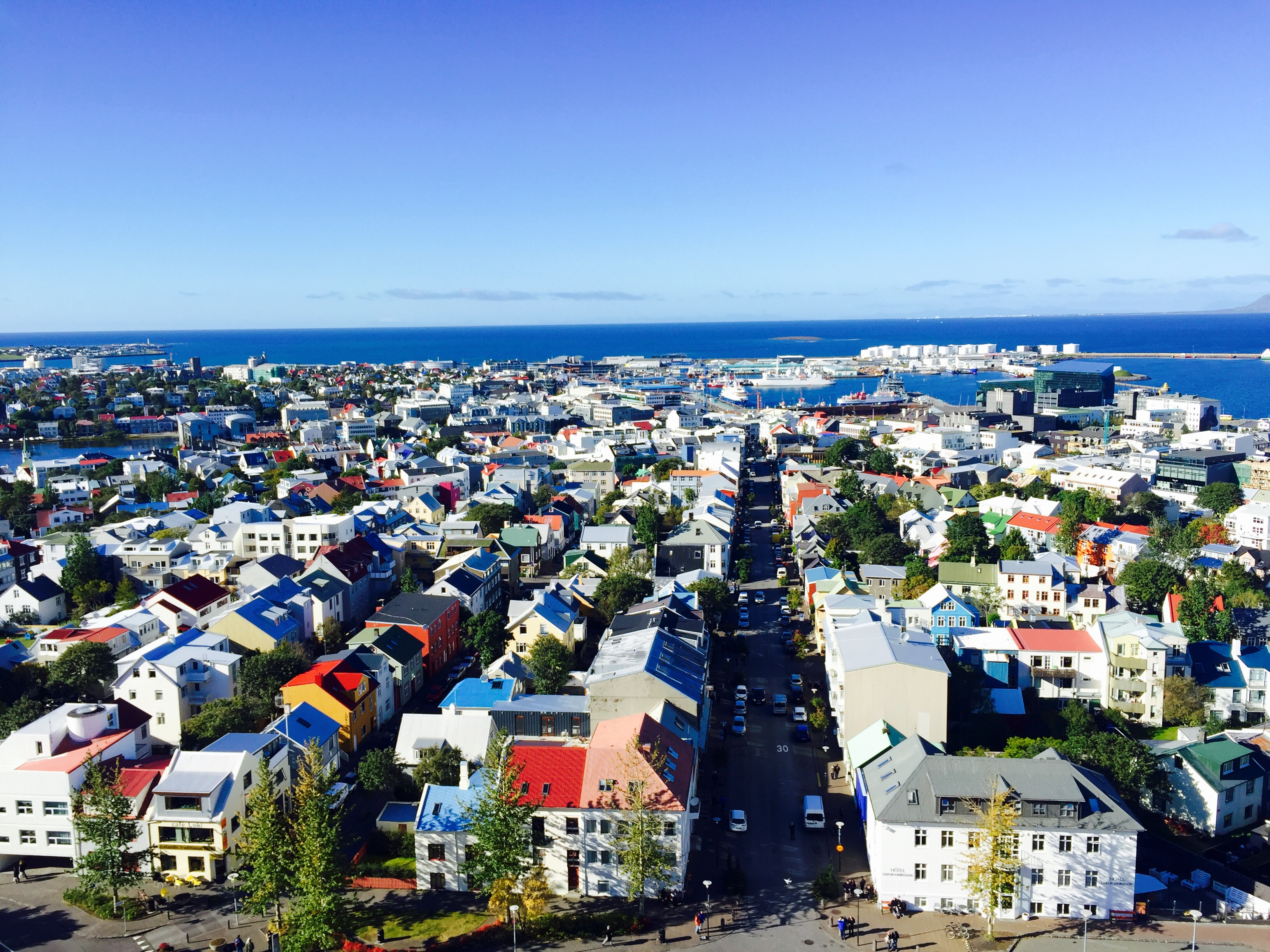
Рейкьявик

Глава государства — президент (forseti), избираемый на прямых всеобщих выборах на 4 года. На выборах 1 июня 2024 года победил независимый кандидат Хадла Тоумасдоуттир.
Исполнительный орган — кабинет министров Исландии (ríkisstjórn) — состоит из премьер-министра (forsætisráðherra) и министров (ráðherra). 21 декабря 2024 года назначен кабинет Криструн Фростадоуттир, который состоит из представителей трёх партий — «Социал-демократический альянс», «Возрождение» и Народная партия. Премьер-министр назначается президентом по итогам парламентских выборов после консультаций с руководителями партийных фракций в Альтинге. Исландия — член Северного совета (c 1952 года), ООН (с 1946), НАТО (с 1949) и ЕАСТ (с 1970).
Законодательный орган — Альтинг (alþingi) — однопалатный парламент, действующий с 930 года (63 члена (þingmaður, тингманы; члены избираются прямым голосованием на 4 года); из своего состава они избирают спикера (forseti Alþingis). До 1991 года Альтинг был двухпалатным. Парламент может вынести вотум недоверия правительству.
Конституция Республики Исландия принята в 1920 году. Позже в неё были внесены значительные изменения — в 1944 и 1991 годах. 17 июня (день принятия Конституции) считается Днём независимости Исландии.

### Политические партии
Особенностью Исландии было то, что вплоть до 2006 года финансирование политических партий никак не ограничивалось законом, кроме запрета на получение иностранных пожертвований, введённого в 1978 году. 
В 2006 году специальный закон установил государственное и муниципальное финансирование партий, показавших определённые результаты на выборах, предельный размер членских взносов, запрет на анонимные и иностранные пожертвования, а также жёстко ограничил получение партиями доходов от предпринимательской деятельности (продажи партийной атрибутики, лотерейных билетов, проведения платных мероприятий). 
Кроме того, законом 2006 года были ограничены расходы одного кандидата на избирательную кампанию и предусмотрена обязательная бухгалтерская отчётность как партий, так и кандидатов. При этом закон 2006 года не распространяется на кандидатов в президенты страны.

#### Правые
- «Партия независимости» (Sjálfstæðisflokkurinn, ПН) — консервативная, евроскептическая;
- «Право-зелёная народная партия» (Hægri Grænir flokkur fólksins) — правая либертарианская, евроскептическая.

#### Центристские
- «Прогрессивная партия» (Framsóknarflokkurinn, ПП) — либерально-аграрная;
- «Возрождение» (Viðreisn) — праволиберальная экологическая;
- «Рассвет — организация справедливости, честности и демократии» (Dögun — stjórnmálasamtök um réttlæti, sanngirni og lýðræði) — популистская.

#### Левоцентристские
- «Социал-демократический альянс» (Samfylkingin, СДА) — социал-демократическая;
- «Светлое будущее» (исл. Björt framtíð) — леволиберальная, находится в альянсе с Лучшей партией (Besti flokkurinn) Йона Гнарра.

#### Левые
- Пиратская партия Исландии (Píratar, ППИ) — пиратская;
- Лево-зелёное движение (Vinstrihreyfingin — grænt framboð, ЛЗД) — экосоциалистическая;
- Радуга (Regnboginn) — экосоциалистическая, евроскептическая;
- Народный фронт Исландии (Alþýðufylkingin) — леворадикальная.

### Профсоюзы
Крупнейший профцентр — «Федерация исландских профсоюзов» (Alþýðusamband Íslands), объединяющая 104,5 тысяч человек.

## Внешняя политика
Исландия является членом НАТО, Северного совета, Организации экономического сотрудничества и развития, Международного валютного фонда, Всемирного банка, ООН и её специализированных организаций, а также Совета Европы и Европейской ассоциации свободной торговли. Входит в Арктический совет и имеет собственную арктическую политику.
Исландия не является членом Европейского союза, но при этом является членом Шенгенского соглашения.
Дипломатические отношения между Исландией и СССР были установлены в сентябре 1943 года. Исландия одной из первых признала независимость прибалтийских государств ещё до распада СССР. В декабре 1991 года Исландия признала Российскую Федерацию как государство-правопреемник СССР. В 1994 году в Москве министры иностранных дел подписали Декларацию об основах отношений между Российской Федерацией и Республикой Исландия, определившую основные направления взаимодействия сторон.
В течение ряда лет Россия и Исландия не могли урегулировать проблему ловли трески в определённом районе Баренцева моря. В 1999 году в Санкт-Петербурге было подписано российско-норвежско-исландское соглашение о некоторых аспектах рыбного промысла, которое разрешило проблему неконтролируемого вылова исландцами трески в открытой части Баренцева моря.
В 2005 году товарооборот Исландии с Россией составил 55 млн долларов. В исландском экспорте преобладают рыба и рыбные продукты, промышленная продукция. В российском экспорте — нефть, нефтепродукты, металл, пиломатериалы. Среди перспективных отраслей сотрудничества специалисты называют геотермальную энергетику, разработку программного обеспечения (см. «EVE Online»), туризм. В настоящее время[когда?]

 ведутся переговоры между «Российским алюминием» и правительством Исландии относительно инвестирования в исландскую алюминиевую промышленность.
Вследствие глобального экономического кризиса, чрезвычайно сильно ударившего по Исландии, 26 января 2009 года консервативное правительство страны было вынуждено уйти в отставку. В переходный период до следующих выборов правительство страны возглавил министр социального обеспечения Исландии — 66-летняя Йоханна Сигурдардоттир. В 2010 году были легализованы однополые браки.
Со сменой власти в 2009 году изменился и внешнеполитический курс страны по отношению к вступлению в ЕС. Заявка от Исландии была подана летом 2009 года, однако в 2013 году, в связи со сменой правящей партии, переговоры были остановлены.
В 2015 году Исландия отказалась от вступления в ЕС.
12 марта 2015 министр иностранных дел Г. Свейнссон заявил, что отправил в ЕС, не согласовывая с парламентом, письмо, официально отменяющее заявку на вступление Исландии, однако, по утверждению ЕС, формально заявление не было отозвано.
Крупнейшими экономическими партнёрами для Исландии являются Великобритания, США и Германия.

## Экономика

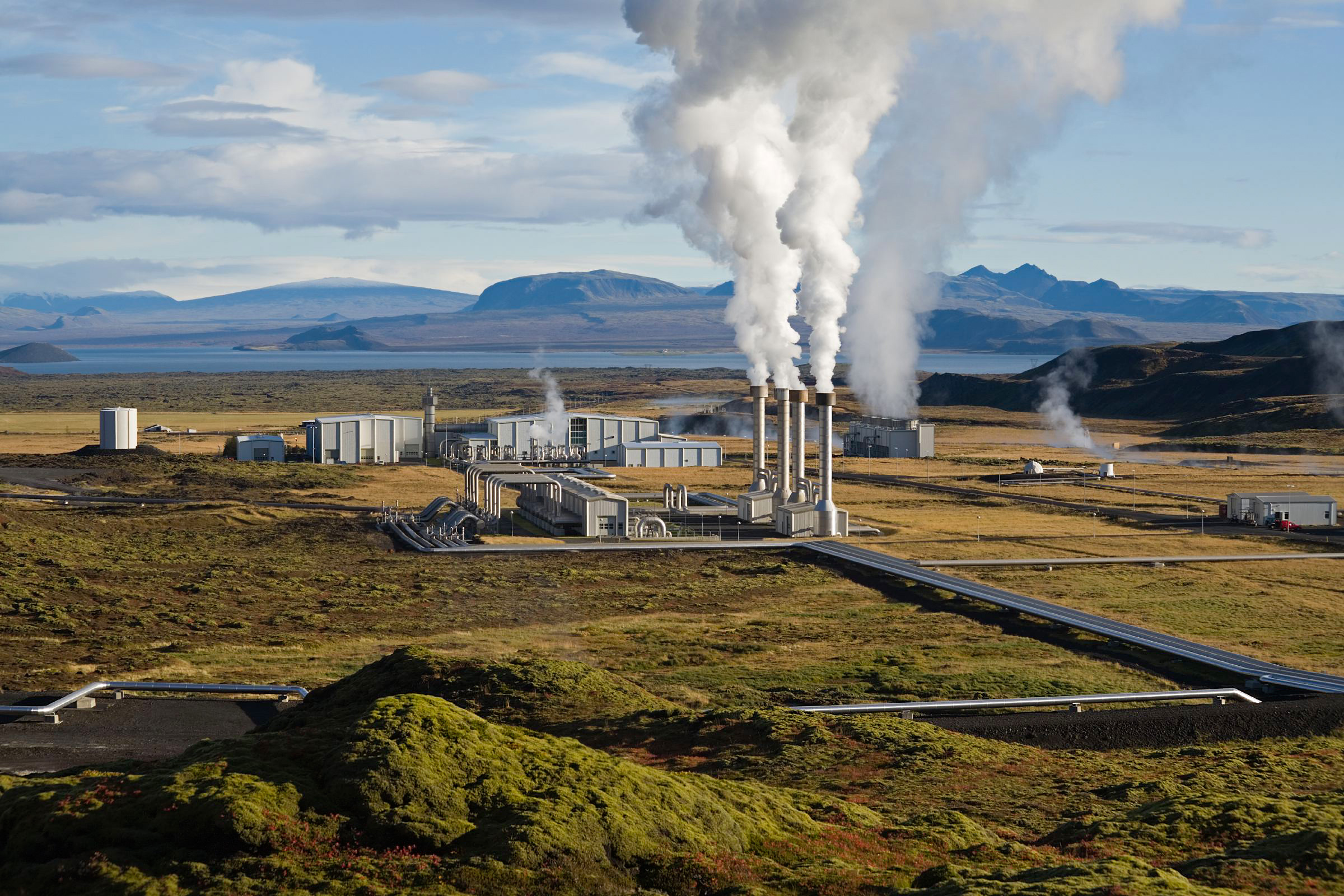
Геотермальная электростанция в Тингветлире

Ранее Исландия была почти полностью страной монокультурного хозяйства — основным источником доходов были рыболовство и обработка рыбы (32 % промышленности в 2001 году).
В последние годы, однако, происходит интенсивная диверсификация промышленности на основе дешёвой возобновляемой энергии (в основном, геотермальные источники, формирующие гидроэнергетику страны).
Правительство Исландии объявило о масштабной программе по строительству алюминиевых заводов.
Активно развиваются также биотехнологии, туризм, банковский бизнес, информационные технологии.
По структуре занятости Исландия относится к промышленно развитым странам: в сельском хозяйстве занято 7,8 %, в промышленности — 22,6 %, а в сфере услуг — 69,6 % трудоспособного населения.
Мировой финансовый кризис 2008 года отразился и на Исландии. Курс исландской кроны упал на 60 %, очень сильно упал фондовый рынок. В банковской системе страны начались большие проблемы — страна фактически оказалась на грани банкротства. За 2009 год реальный показатель ВВП страны сократился на 6,8 %, что было обусловлено падением общего числа инвестиций в такие сектора экономики, как строительство и сфера услуг, на 50 %. Случившийся кризис значительно повлиял и на ситуацию на рынке труда, так как уровень безработицы достиг рекордных 9,4 %. По состоянию на 2016 год, средний размер оплаты труда в Исландии составляет 617 000 kr (€ 4551.18, брутто) и 428 000 kr (€ 3156.78, нетто) в месяц.

### Туризм

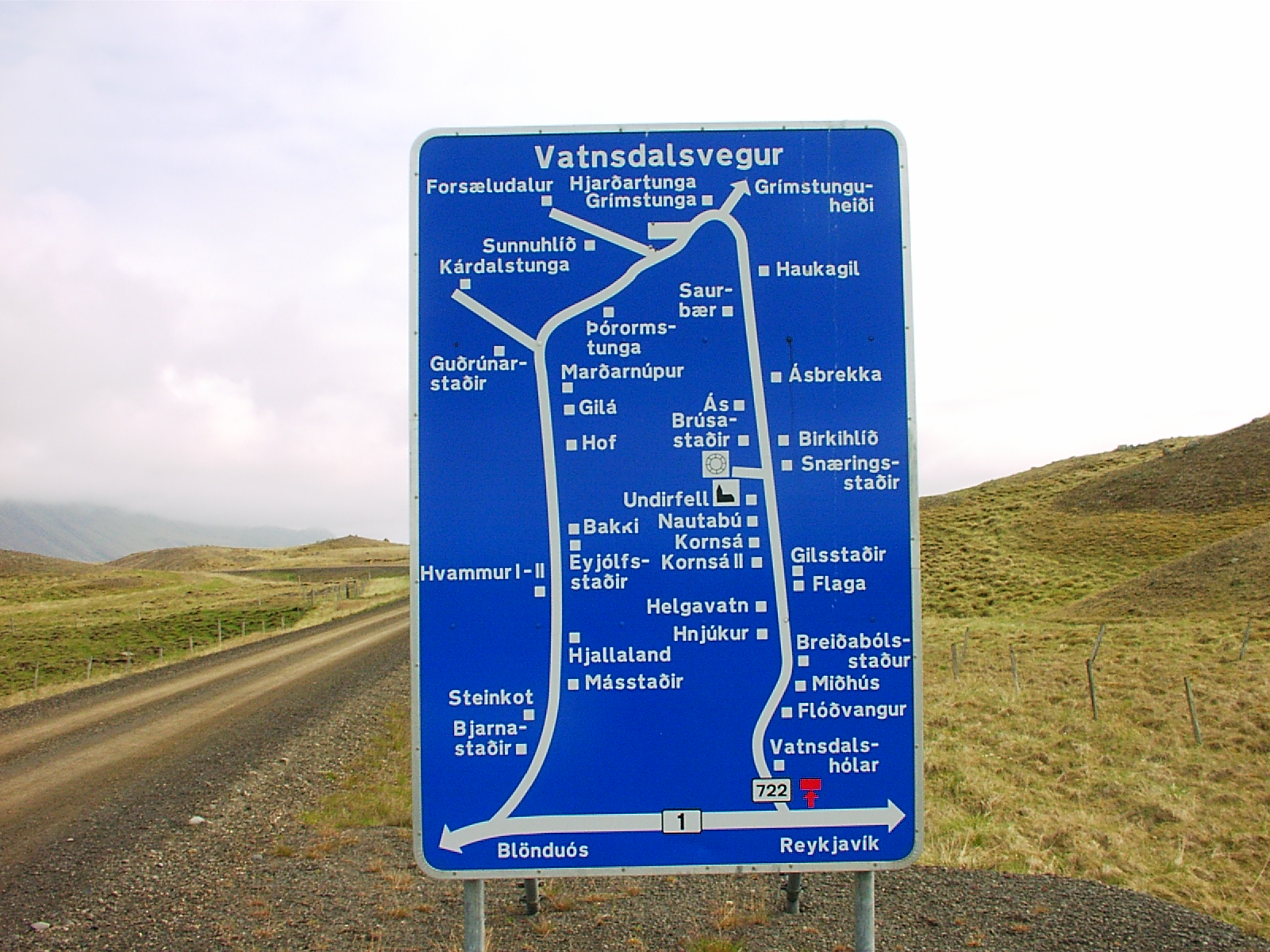
Исландский дорожный указатель с надписями на исландском языке

## Вооружённые силы
Регулярных вооружённых сил Исландия не имеет, поэтому государственные расходы на оборону символические — 0,1 % бюджета республики в 2005 году. Из военизированных структур имеется береговая охрана (БОХР). Иные вооружённые формирования в мирное время отсутствуют.
Защиту страны осуществляет НАТО. Исландия одной из первых (4 апреля 1949 года) вступила в НАТО, несмотря на массовые протесты. В городе Кеблавик неподалёку от столицы располагалась авиабаза Североатлантического альянса (с 30 сентября 2006 года база прекратила функционирование, но инфраструктура осталась).
Согласно «Глобальному индексу миролюбия» 2024 года, Исландия занимает первое место в мире по миролюбивости.

## Население

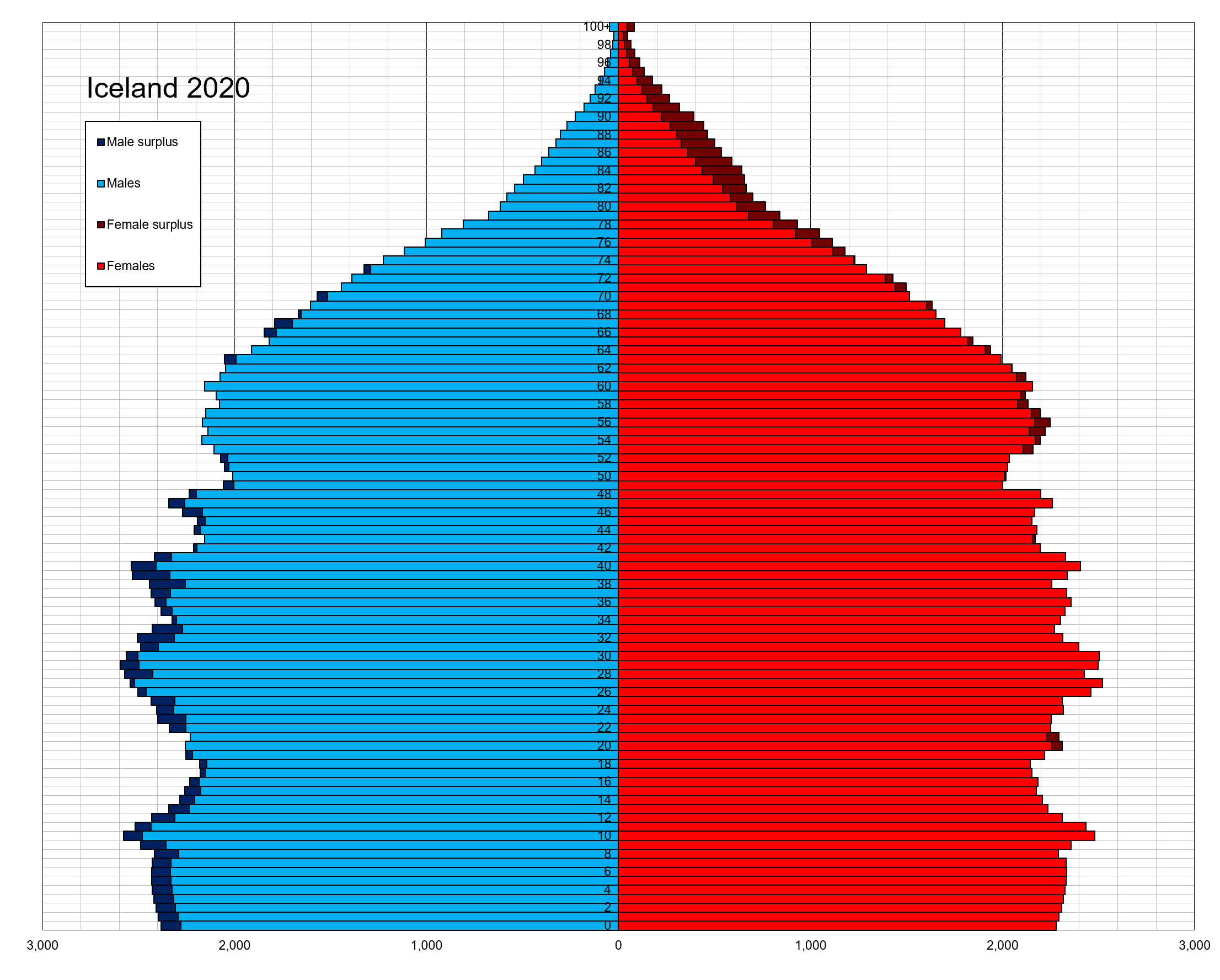
Возрастно-половая пирамида населения Исландии на 2020 год

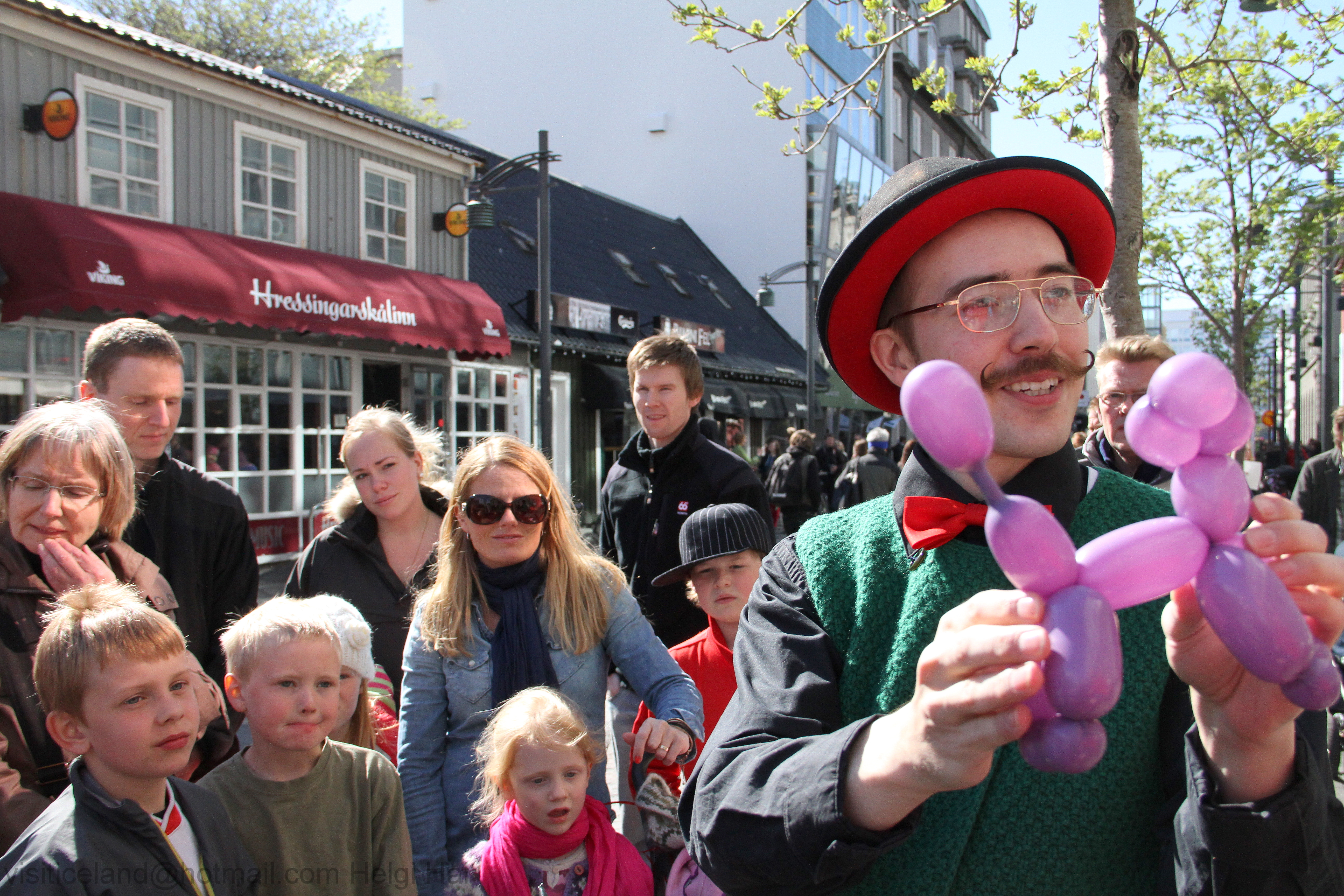
Исландцы

Население Исландии составляет более 382 003 жителя. Согласно данным Всемирного банка и исландской статистики, уровень рождаемости в Исландии в 2017 году упал до исторического минимума, однако рождаемость на острове по-прежнему на 30—40 % выше числа смертей. Прирост населения обеспечивают также иммигранты, которых на территории государства становится всё больше — 11 % от общей численности населения в 2017 году.
Из общего числа жителей 16 % заняты в сельском хозяйстве, 21 % — в рыболовстве, 18 % — в промышленности и ремёслах, 25 % — в торговле и транспорте, 10 % — в прочих областях.

### Миграция
Уровень миграции из страны также очень мал; даже несмотря на то, что многие исландцы уезжают учиться в такие страны, как Великобритания, Норвегия и другие, они почти всегда возвращаются назад, на родину. Тем не менее в Исландии очень высок уровень внутренней миграции. Многие исландцы переезжают из маленьких рыбацких деревушек и крошечных городков в Рейкьявик и его окрестности в надежде на лучшую работу и жильё. Правительство пытается бороться с этим, поскольку так забрасываются многие деревни и даже города, существовавшие в течение долгих лет. В последнее время эта тенденция приостановилась. Самая большая диаспора исландцев находится в Канаде — около 100 тысяч человек, больше всего — в Манитобе и Британской Колумбии. В США проживает около 50 тысяч человек исландского происхождения.

### Языки

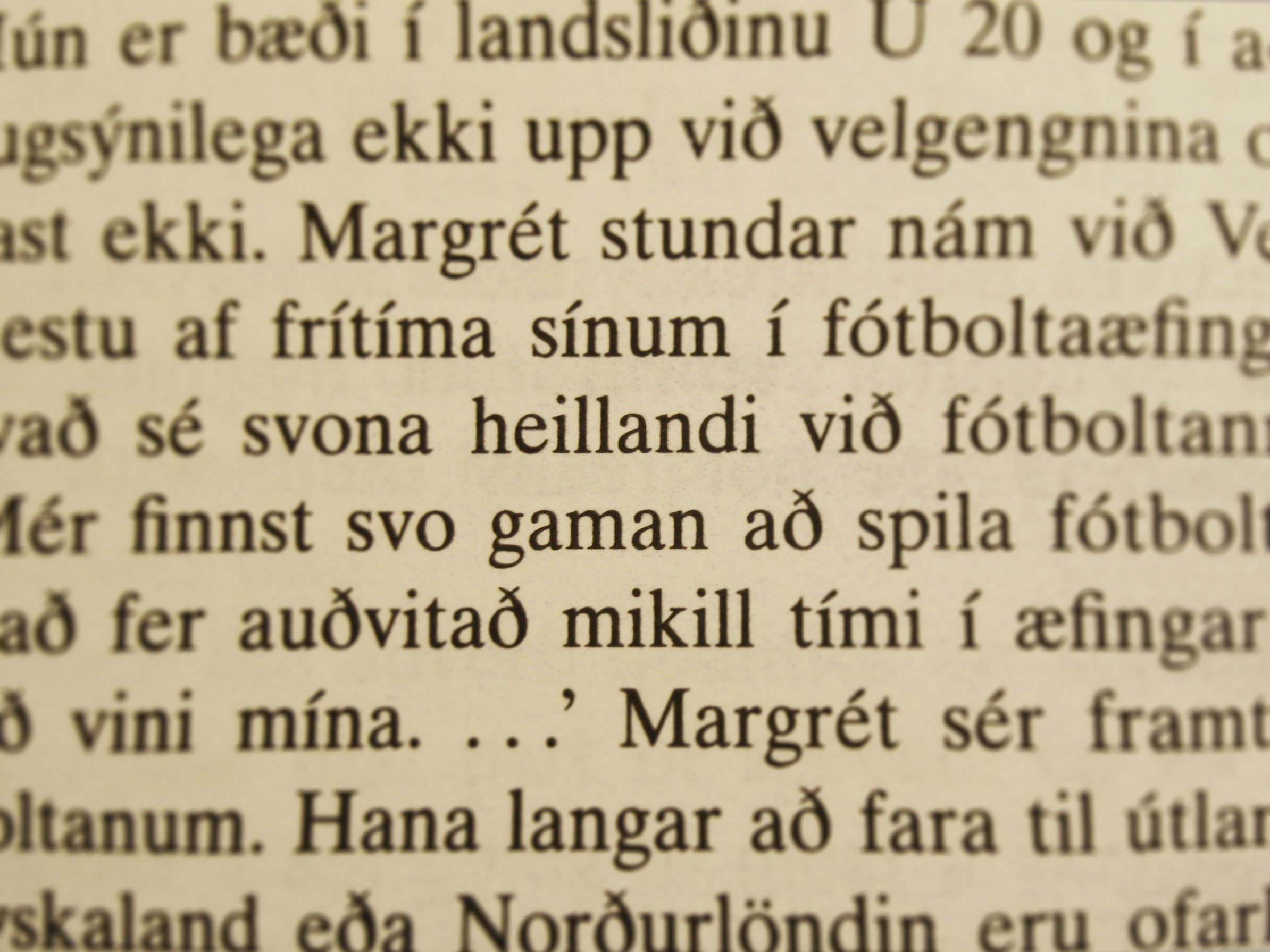
Текст на исландском языке

Единственный государственный язык Исландии — исландский — входит в германскую ветвь (скандинавские языки) индоевропейской языковой семьи. Это родной язык для большинства исландцев. Диалектные различия в нём невелики. Среди скандинавских языков он сегодня является самым архаичным и наиболее похож на древнескандинавский. В течение многих лет в Исландии велась политика языкового пуризма; как её итог исландский язык сегодня имеет в своём словарном составе намного меньше заимствований, чем родственные ему языки.

### Религия

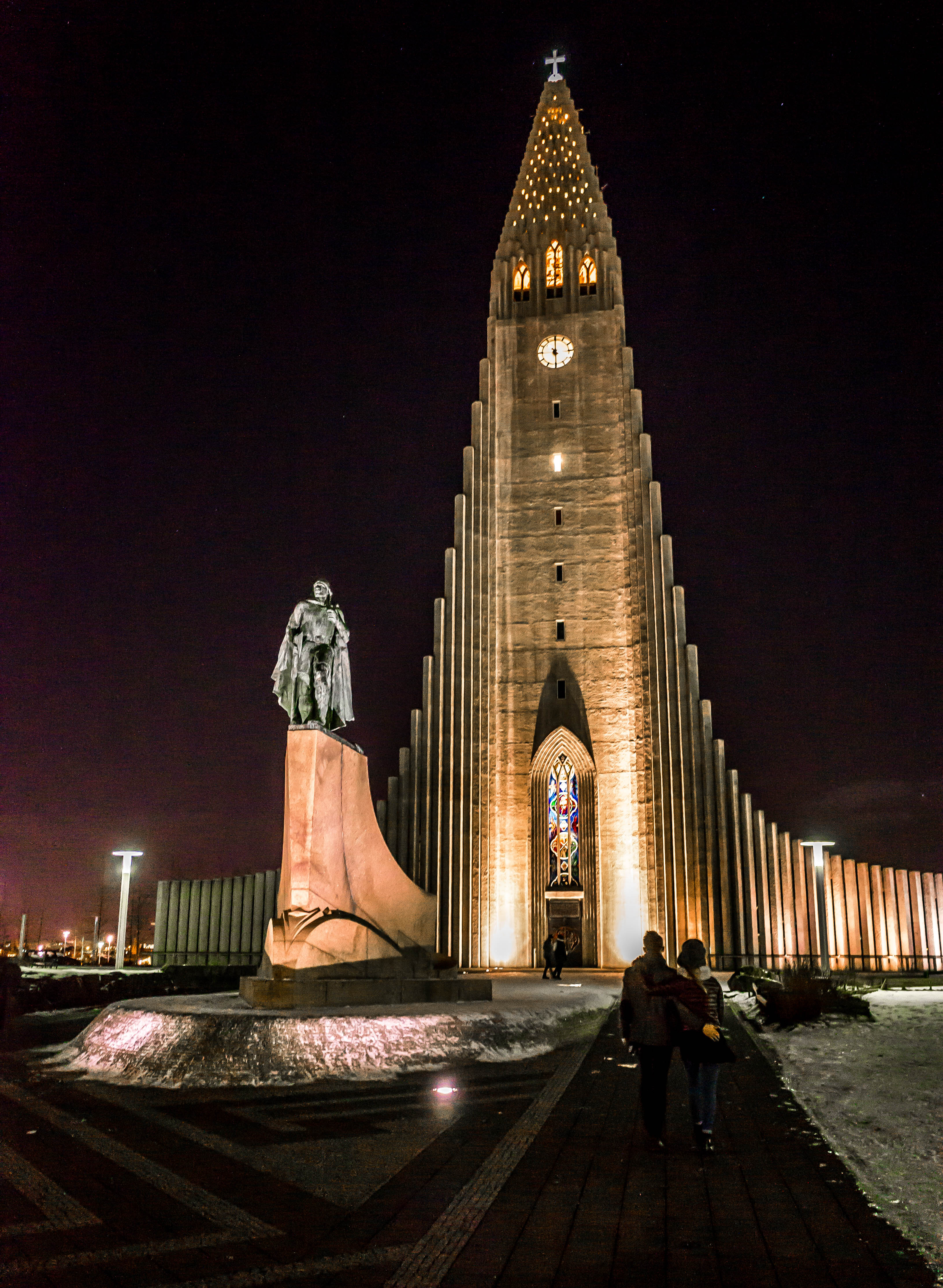
Хадльгримскиркья — лютеранская церковь в Рейкьявике

Основная конфессия Исландии — евангелистская лютеранская церковь Исландии, которая стала официальной в 1540 году (тогда Исландия принадлежала Дании), её исповедуют 69,9 % от всего населения страны. 3,8 % населения исповедует католицизм, 2,9 % относят себя к прихожанам Свободной церкви Рейкьявика, 2 % — к Свободной церкви Хабнарфьордюра, 1,1 % — к сторонникам исландского язычества, 1 % — к иным лютеранским конгрегациям, 4 % — к иным конфессиям. 6,1 % не относят себя ни к какой религии, 9,2 % не ответили.
Результаты опроса, опубликованного в начале 2016 года показывают, что меньше половины исландцев считают себя религиозными и более 40 % молодых людей считают себя атеистами. Религия более распространена за пределами Рейкьявика: 56,2 % опрошенных жителей столицы идентифицировали себя как христиане, на остальных же территориях страны доля христиан — 77—90 %. Опрос также показал разницу в религиозности поколений: ни один из опрошенных молодых людей (до 25 лет) не верит в библейскую историю создания Земли.

## Культура

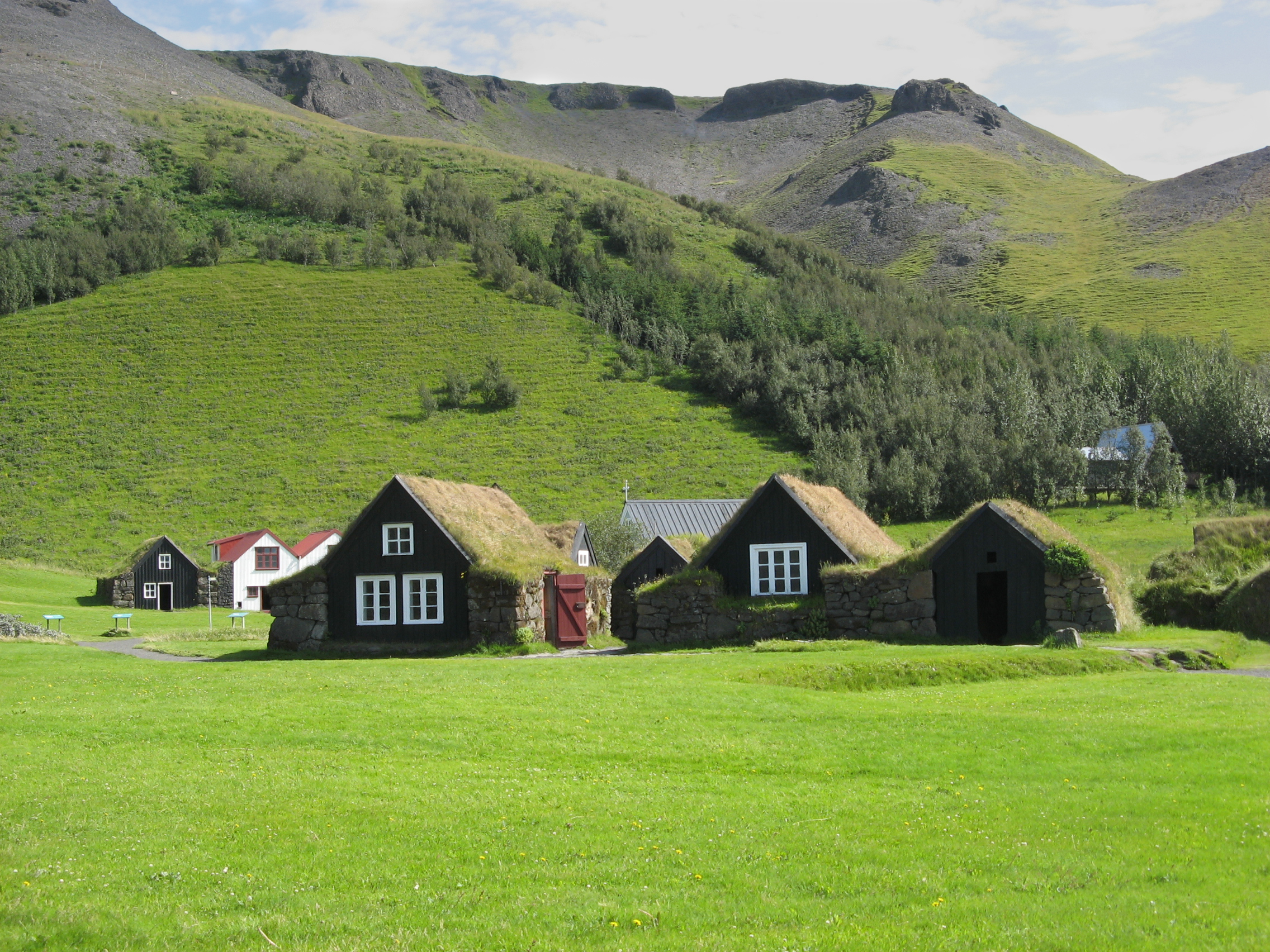
Традиционные дома с дерновой крышей

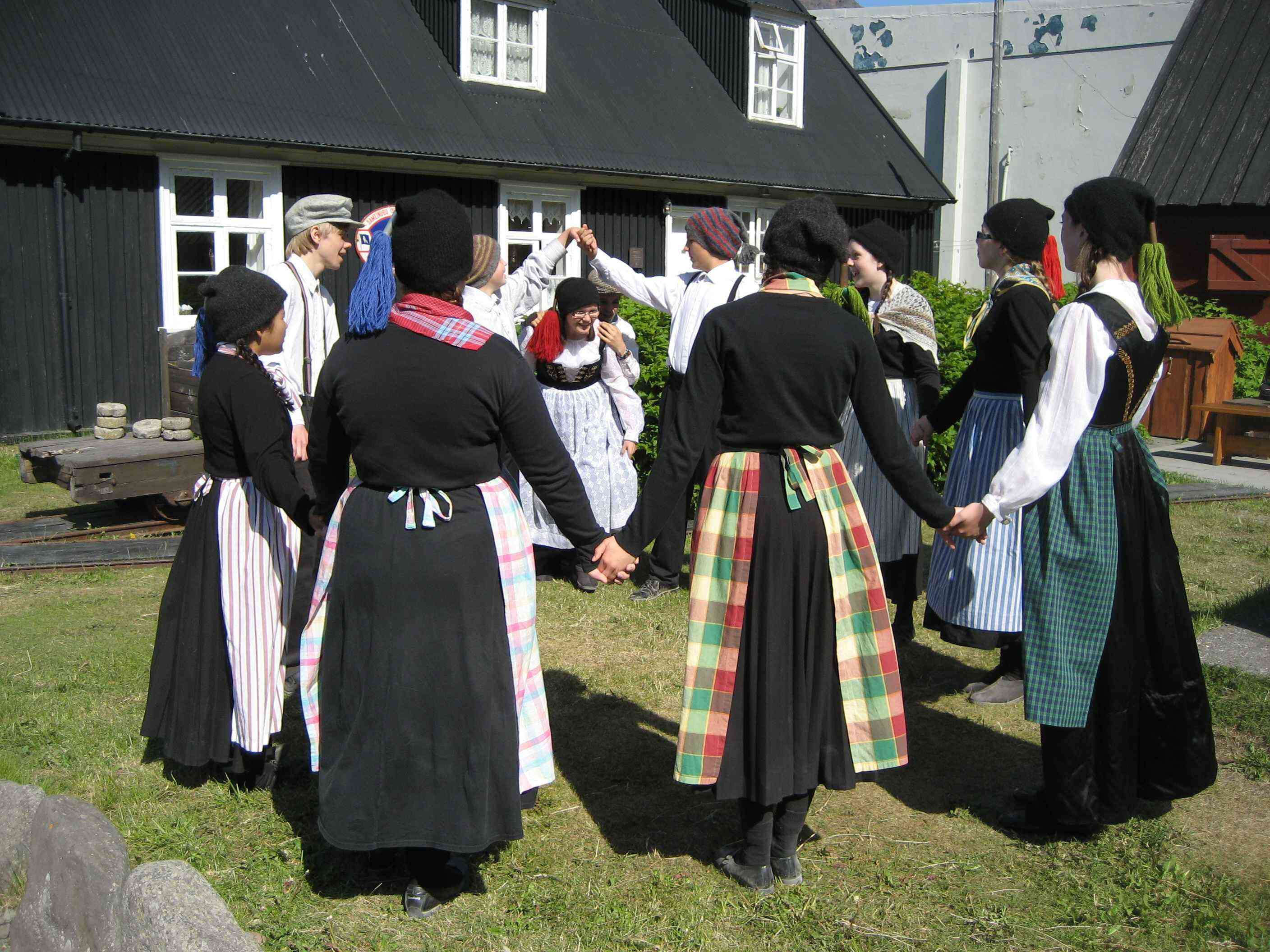
Народный танец. Национальный музей в Исафьордюре

### Праздники
В Исландии 24 декабря отмечается Йоль — языческий праздник середины зимы. Он длится 12 ночей, начиная с ночи перед днём зимнего солнцестояния. Традиции празднования сходны с рождественскими. В дом приносятся хвойные деревца, готовятся подарки и конкурсы, ветки вечнозелёных деревьев украшаются игрушками и гирляндами. Под йольское дерево складывают подарки.

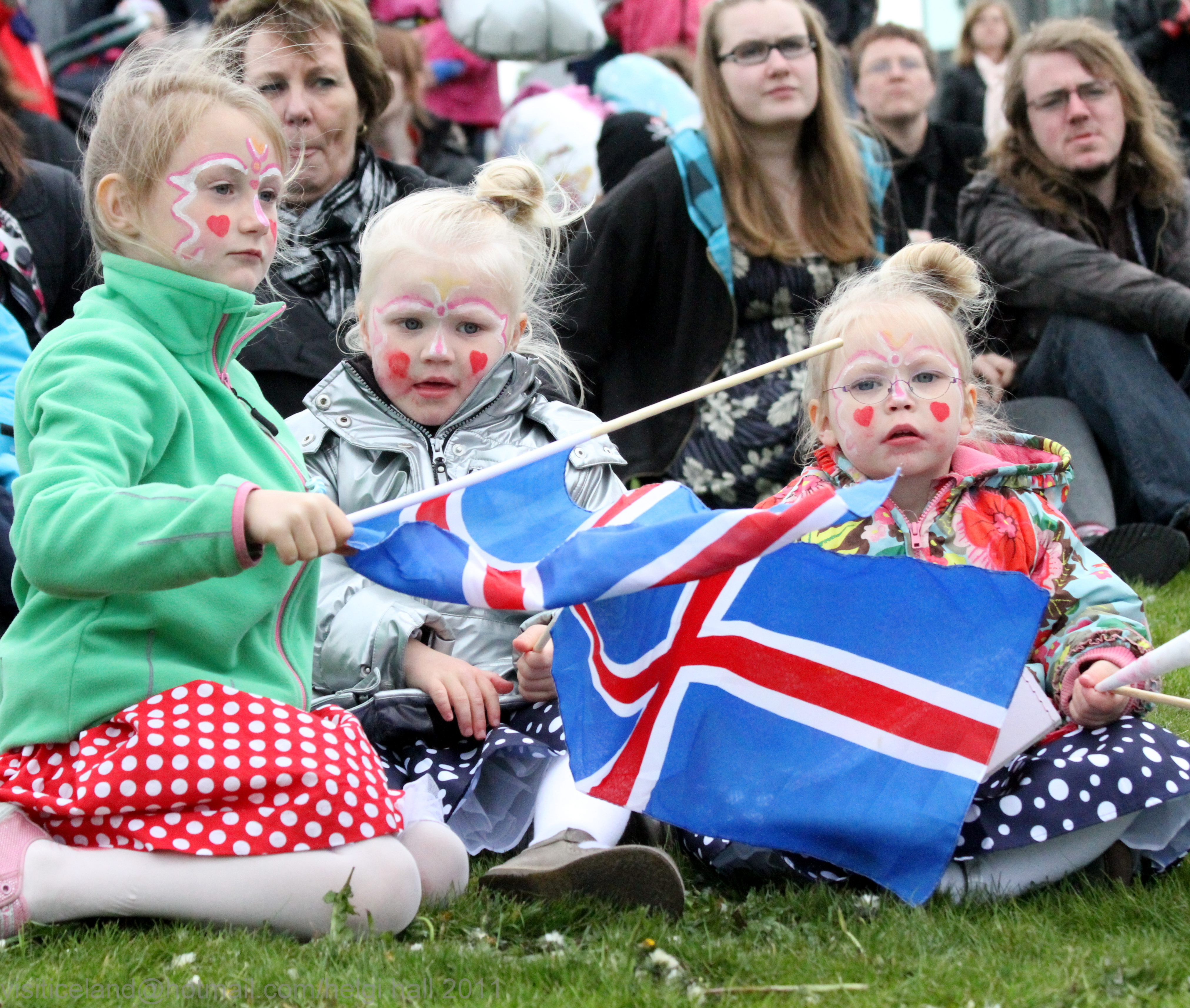
День провозглашения республики

17 июня — День независимости Исландии (день провозглашения республики). В этот день проводятся парады, а одним из персонажей празднеств является Повелительница горы, олицетворяющая собой образ Исландии.

### Спорт
С 1935 года в Исландии проводится 50-километровый лыжный марафон Фоссаватн, в 2014 году включённый в федерацию Worldloppet.
В 2016 году сборная Исландии по футболу участвовала в Чемпионате Европы по футболу 2016 во Франции. В 1/8 исландцы переиграли сборную Англии по футболу со счётом 2:1 и добились лучшего результата за всю историю исландского футбола. В четвертьфинале сборная Исландии проиграла хозяевам — сборной Франции — со счётом 5:2.
В 2018 году сборная Исландии приняла участие в Чемпионате мира по футболу 2018 в России, став самой маленькой по численности населения страной на Чемпионатах мира, превзойдя предыдущий рекорд сборной Тринидада и Тобаго, который та установила ранее на Чемпионате мира по футболу 2006 в Германии. На мундиале сборная Исландии сыграла вничью со сборной Аргентины.

### Музыка

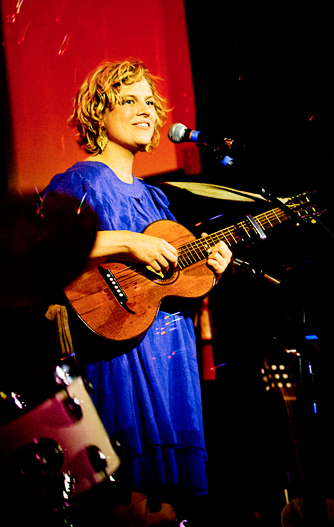
Оулёф Арнальдс

Национальные мелодии (исл. tvisöngur) известны с 1001 года. Наиболее известным композитором XIX века является Свейнбьёрн Свейнбьёрнссон (1847—1927), автор национального гимна Исландии. Наиболее известные композиторы XX века — Йоун Лейфс (1899—1968) и Пауль Исольфссон (1897—1974).
В 1925 году был организован Рейкьявикский оркестр, а в 1980 — Исландская опера.
Начиная с 1990 года Рейкьявик стал местом проведения крупного ежегодного джазового фестиваля Reykjavik Jazz Festival.
В конце XX — начале XXI века известность получили такие исполнители, как певица Бьорк, блюз-рок квартет Kaleo, построк группа Sigur Rós, инструменталист Оулавур Арнальдс, Múm, поп-певица Йоханна, группа GusGus и ряд других. Вокалист Эйрикур Хёйксон, достаточно известный в мире тяжёлой музыки, трижды представлял Исландию на конкурсе «Евровидение» (в 1986, 1991 и 2007 годах).
В 2019 году на конкурсе «Евровидение» Исландию представляла группа Hatari, занявшая десятое место. Коллектив поразил зрителей нестандартным выступлением и стал инициатором инцидента с демонстрацией флагов Палестины во время объявления результатов голосования.

### Фильмы
Исландский кинематограф отличается своим подходом к отражению реальности. Среди режиссёров можно выделить Фридрика Тоура Фридрихссона и его работу «Дети природы», Бальтазара Кормакура («101 Рейкьявик», «Свадьба белой ночью»), Арни Олафура Асгейрссона, Дагура Кари («Ной — белая ворона»). Также кадры из Исландии показали и в фильме «Невероятная жизнь Уолтера Митти». В Исландии также снимался сериал «Фортитьюд».
- Драмы: «Жизнь на виду» (2014).
- Триллеры: «Непогребённые кости» (2014), совместный фильм США и Исландии «No Such Thing[англ.]» (2001).
- Сериалы: «Ловушка/Капкан» (2015), «Скала» (2009), «Лавовое поле» (2014) — сериалы про следователя Хельге; мини-сериал «Загадка острова Флатей» (2018).

### Фотография
Одними из самых известных фотографов являются Рагнар Аксельссон, Ари Магг и Лаурус Сигурдарсон.

### Национальная кухня
Национальное блюдо в Исландии — хаукарль — достаточно известно в остальной Европе и представляет собой вяленое мясо акулы.

### СМИ
Первая исландская газета появилась в 1848 году. В стране издаётся 35 газет, большинство из которых — еженедельные. Из пяти ежедневных газет наибольший тираж имеет «Morgunblaðið», печатный орган «Партии независимости». Большой популярностью пользуются «DV» и «Alpudibladet».
Телевещание в Исландии начало работу в 1966 году. Существует 14 телевизионных станций и 156 ретрансляторов, а также телевизионная станция на американской базе в Кеблавике.
Интернет-домен Исландии — .is. В стране насчитывается около 20 интернет-провайдеров и более 200 тысяч активных пользователей интернета.
В 2011 году организация Freedom House оценивала СМИ Исландии как одни из самых свободных в мире.

## Образование
Первые 50 современных школ были созданы на острове в 1903—1904 годах, причём их особенностью было то, что учителя ходили по домам учеников для их консультирования. В 1910 году было введено обязательное обучение детей от 10 до 14 лет. В дальнейшем срок обязательного обучения постепенно увеличивался: 7 лет в 1936 году, 8 лет в 1946 году, 9 лет в 1984 году, 10 лет в 1990 году. На начало 2010-х годов, в стране было 213 школ, из которых только 6 были частными. С 1995 года — обязательное обучение с 6 до 16 лет. Ныне в школах обязательны для изучения два иностранных языка: датский с 6 класса и английский с 7 класса.
7 февраля 2013 года исследовательский центр Borgir при Университете Акюрейри совместно с Министерством иностранных дел Исландии организовали Исландскую арктическую сеть сотрудничества (IACN). Это некоммерческая, негосударственная организация, главная цель которой заключается в содействии сотрудничеству между исландскими государственными и частными организациями, учреждениями, предприятиями и органами, занимающимися вопросами Арктики.

## Наука
В 1978 году правительство Исландии и Университет ООН создали международную геотермальную школу, в которой специалисты разных стран проходят шестимесячные стажировки, причём все расходы на проживание, проезд и питание покрывает принимающая сторона. Школа пользуется популярностью — за 1979—2003 годы шестимесячный курс прошли 300 учёных и инженеров из 39 стран мира.